# Lista de asteroides (456001-457000)
Esta é uma lista parcial de asteroides, do asteroide número 456001 até o 457000, inclusive. Veja também o índice com todas as listas disponíveis.

| Objeto Próximos à Terra | Cinturão de asteroides (interno) | Cinturão de asteroides (externo) | Centauro       |
| Cruzador de Marte       | Cinturão de asteroides (meio)    | Troianos de Júpiter              | Transnetuniano |

Veja mais dados de cada asteroide na ligação externa para o Minor Planet Center na última coluna.
Índice: 456001... 456101... 456201... 456301... 456401... 456501... 456601... 456701... 456801... 456901... 

## 456001–456100
| Designação | Designação | Descoberta  | Descoberta   | Descobridor(es)     | Categoria | Mais informações / Referência |
| Permanente | Provisória | Data        | Local        | Descobridor(es)     | Categoria | Mais informações / Referência |
| ---------- | ---------- | ----------- | ------------ | ------------------- | --------- | ----------------------------- |
| 456001     | 2005 XF109 | 22 nov 2005 | Kitt Peak    | Spacewatch          | —         | MPC                           |
| 456002     | 2005 YZ5   | 4 dez 2005  | Kitt Peak    | Spacewatch          | —         | MPC                           |
| 456003     | 2005 YV6   | 4 dez 2005  | Kitt Peak    | Spacewatch          | —         | MPC                           |
| 456004     | 2005 YM20  | 24 dez 2005 | Kitt Peak    | Spacewatch          | Brangane  | MPC                           |
| 456005     | 2005 YR21  | 24 dez 2005 | Kitt Peak    | Spacewatch          | —         | MPC                           |
| 456006     | 2005 YC23  | 24 dez 2005 | Kitt Peak    | Spacewatch          | —         | MPC                           |
| 456007     | 2005 YE45  | 25 dez 2005 | Kitt Peak    | Spacewatch          | —         | MPC                           |
| 456008     | 2005 YG45  | 26 nov 2005 | Mount Lemmon | Mount Lemmon Survey | —         | MPC                           |
| 456009     | 2005 YQ51  | 1 dez 2005  | Mount Lemmon | Mount Lemmon Survey | —         | MPC                           |
| 456010     | 2005 YS58  | 24 dez 2005 | Kitt Peak    | Spacewatch          | Brangane  | MPC                           |
| 456011     | 2005 YX65  | 25 dez 2005 | Kitt Peak    | Spacewatch          | —         | MPC                           |
| 456012     | 2005 YT68  | 26 dez 2005 | Kitt Peak    | Spacewatch          | —         | MPC                           |
| 456013     | 2005 YX68  | 26 dez 2005 | Kitt Peak    | Spacewatch          | —         | MPC                           |
| 456014     | 2005 YS69  | 26 dez 2005 | Kitt Peak    | Spacewatch          | —         | MPC                           |
| 456015     | 2005 YT73  | 8 dez 2005  | Kitt Peak    | Spacewatch          | Brangane  | MPC                           |
| 456016     | 2005 YC77  | 24 dez 2005 | Kitt Peak    | Spacewatch          | —         | MPC                           |
| 456017     | 2005 YO81  | 24 dez 2005 | Kitt Peak    | Spacewatch          | —         | MPC                           |
| 456018     | 2005 YY81  | 25 nov 2005 | Mount Lemmon | Mount Lemmon Survey | Brangane  | MPC                           |
| 456019     | 2005 YM83  | 24 dez 2005 | Kitt Peak    | Spacewatch          | —         | MPC                           |
| 456020     | 2005 YU83  | 24 dez 2005 | Kitt Peak    | Spacewatch          | Brangane  | MPC                           |
| 456021     | 2005 YY84  | 25 dez 2005 | Kitt Peak    | Spacewatch          | —         | MPC                           |
| 456022     | 2005 YW86  | 25 dez 2005 | Mount Lemmon | Mount Lemmon Survey | —         | MPC                           |
| 456023     | 2005 YB88  | 25 dez 2005 | Mount Lemmon | Mount Lemmon Survey | —         | MPC                           |
| 456024     | 2005 YN93  | 26 dez 2005 | Kitt Peak    | Spacewatch          | —         | MPC                           |
| 456025     | 2005 YQ94  | 30 nov 2005 | Socorro      | LINEAR              | —         | MPC                           |
| 456026     | 2005 YN102 | 25 dez 2005 | Kitt Peak    | Spacewatch          | —         | MPC                           |
| 456027     | 2005 YY104 | 2 dez 2005  | Mount Lemmon | Mount Lemmon Survey | —         | MPC                           |
| 456028     | 2005 YZ104 | 2 dez 2005  | Mount Lemmon | Mount Lemmon Survey | —         | MPC                           |
| 456029     | 2005 YA114 | 25 dez 2005 | Kitt Peak    | Spacewatch          | —         | MPC                           |
| 456030     | 2005 YP114 | 25 dez 2005 | Kitt Peak    | Spacewatch          | —         | MPC                           |
| 456031     | 2005 YV114 | 25 dez 2005 | Kitt Peak    | Spacewatch          | —         | MPC                           |
| 456032     | 2005 YY115 | 25 dez 2005 | Kitt Peak    | Spacewatch          | —         | MPC                           |
| 456033     | 2005 YZ115 | 25 dez 2005 | Kitt Peak    | Spacewatch          | —         | MPC                           |
| 456034     | 2005 YE132 | 25 dez 2005 | Mount Lemmon | Mount Lemmon Survey | —         | MPC                           |
| 456035     | 2005 YX140 | 1 dez 2005  | Mount Lemmon | Mount Lemmon Survey | —         | MPC                           |
| 456036     | 2005 YW154 | 29 dez 2005 | Kitt Peak    | Spacewatch          | —         | MPC                           |
| 456037     | 2005 YB158 | 27 dez 2005 | Kitt Peak    | Spacewatch          | —         | MPC                           |
| 456038     | 2005 YH164 | 21 dez 2005 | Kitt Peak    | Spacewatch          | —         | MPC                           |
| 456039     | 2005 YL166 | 1 dez 2005  | Mount Lemmon | Mount Lemmon Survey | —         | MPC                           |
| 456040     | 2005 YU176 | 22 dez 2005 | Kitt Peak    | Spacewatch          | —         | MPC                           |
| 456041     | 2005 YE180 | 27 dez 2005 | Kitt Peak    | Spacewatch          | —         | MPC                           |
| 456042     | 2005 YF200 | 26 dez 2005 | Kitt Peak    | Spacewatch          | —         | MPC                           |
| 456043     | 2005 YC205 | 26 dez 2005 | Mount Lemmon | Mount Lemmon Survey | —         | MPC                           |
| 456044     | 2005 YP215 | 6 nov 2005  | Mount Lemmon | Mount Lemmon Survey | —         | MPC                           |
| 456045     | 2005 YA216 | 24 dez 2005 | Kitt Peak    | Spacewatch          | —         | MPC                           |
| 456046     | 2005 YT216 | 29 dez 2005 | Mount Lemmon | Mount Lemmon Survey | —         | MPC                           |
| 456047     | 2005 YS239 | 29 dez 2005 | Kitt Peak    | Spacewatch          | —         | MPC                           |
| 456048     | 2005 YX264 | 25 dez 2005 | Kitt Peak    | Spacewatch          | —         | MPC                           |
| 456049     | 2005 YB266 | 27 dez 2005 | Kitt Peak    | Spacewatch          | —         | MPC                           |
| 456050     | 2005 YR267 | 25 dez 2005 | Mount Lemmon | Mount Lemmon Survey | —         | MPC                           |
| 456051     | 2006 AW    | 5 jan 2006  | Catalina     | CSS                 | —         | MPC                           |
| 456052     | 2006 AS14  | 6 dez 2005  | Mount Lemmon | Mount Lemmon Survey | Brangane  | MPC                           |
| 456053     | 2006 AY22  | 4 jan 2006  | Kitt Peak    | Spacewatch          | —         | MPC                           |
| 456054     | 2006 AA24  | 4 jan 2006  | Catalina     | CSS                 | —         | MPC                           |
| 456055     | 2006 AG30  | 2 jan 2006  | Mount Lemmon | Mount Lemmon Survey | —         | MPC                           |
| 456056     | 2006 AW35  | 22 dez 2005 | Kitt Peak    | Spacewatch          | Brangane  | MPC                           |
| 456057     | 2006 AF37  | 4 jan 2006  | Kitt Peak    | Spacewatch          | —         | MPC                           |
| 456058     | 2006 AB38  | 5 jan 2006  | Mount Lemmon | Mount Lemmon Survey | —         | MPC                           |
| 456059     | 2006 AV38  | 25 dez 2005 | Mount Lemmon | Mount Lemmon Survey | —         | MPC                           |
| 456060     | 2006 AZ46  | 25 dez 2005 | Kitt Peak    | Spacewatch          | Eos       | MPC                           |
| 456061     | 2006 AY53  | 5 jan 2006  | Kitt Peak    | Spacewatch          | —         | MPC                           |
| 456062     | 2006 AK58  | 30 nov 2005 | Mount Lemmon | Mount Lemmon Survey | —         | MPC                           |
| 456063     | 2006 AA60  | 5 jan 2006  | Kitt Peak    | Spacewatch          | —         | MPC                           |
| 456064     | 2006 AT61  | 28 dez 2005 | Kitt Peak    | Spacewatch          | —         | MPC                           |
| 456065     | 2006 AX63  | 4 dez 2005  | Mount Lemmon | Mount Lemmon Survey | —         | MPC                           |
| 456066     | 2006 AH65  | 8 jan 2006  | Kitt Peak    | Spacewatch          | —         | MPC                           |
| 456067     | 2006 AF70  | 6 jan 2006  | Kitt Peak    | Spacewatch          | —         | MPC                           |
| 456068     | 2006 AS74  | 7 jan 2006  | Socorro      | LINEAR              | —         | MPC                           |
| 456069     | 2006 AR80  | 6 jan 2006  | Mount Lemmon | Mount Lemmon Survey | —         | MPC                           |
| 456070     | 2006 AV92  | 7 jan 2006  | Kitt Peak    | Spacewatch          | —         | MPC                           |
| 456071     | 2006 AF105 | 10 jan 2006 | Mount Lemmon | Mount Lemmon Survey | —         | MPC                           |
| 456072     | 2006 BC11  | 6 dez 2005  | Mount Lemmon | Mount Lemmon Survey | —         | MPC                           |
| 456073     | 2006 BZ17  | 28 out 2005 | Mount Lemmon | Mount Lemmon Survey | —         | MPC                           |
| 456074     | 2006 BK23  | 6 jan 2006  | Mount Lemmon | Mount Lemmon Survey | Eos       | MPC                           |
| 456075     | 2006 BB35  | 8 jan 2006  | Kitt Peak    | Spacewatch          | —         | MPC                           |
| 456076     | 2006 BM36  | 23 jan 2006 | Kitt Peak    | Spacewatch          | —         | MPC                           |
| 456077     | 2006 BT38  | 24 jan 2006 | Kitt Peak    | Spacewatch          | —         | MPC                           |
| 456078     | 2006 BE56  | 23 jan 2006 | Mount Lemmon | Mount Lemmon Survey | Eos       | MPC                           |
| 456079     | 2006 BU59  | 12 nov 2005 | Kitt Peak    | Spacewatch          | —         | MPC                           |
| 456080     | 2006 BZ66  | 23 jan 2006 | Kitt Peak    | Spacewatch          | —         | MPC                           |
| 456081     | 2006 BA68  | 23 jan 2006 | Kitt Peak    | Spacewatch          | —         | MPC                           |
| 456082     | 2006 BF71  | 23 jan 2006 | Kitt Peak    | Spacewatch          | —         | MPC                           |
| 456083     | 2006 BT76  | 23 jan 2006 | Kitt Peak    | Spacewatch          | —         | MPC                           |
| 456084     | 2006 BW84  | 25 jan 2006 | Kitt Peak    | Spacewatch          | —         | MPC                           |
| 456085     | 2006 BF88  | 25 jan 2006 | Kitt Peak    | Spacewatch          | —         | MPC                           |
| 456086     | 2006 BK88  | 25 jan 2006 | Kitt Peak    | Spacewatch          | —         | MPC                           |
| 456087     | 2006 BF106 | 7 jan 2006  | Mount Lemmon | Mount Lemmon Survey | —         | MPC                           |
| 456088     | 2006 BL113 | 5 jan 2006  | Mount Lemmon | Mount Lemmon Survey | —         | MPC                           |
| 456089     | 2006 BM114 | 25 jan 2006 | Kitt Peak    | Spacewatch          | —         | MPC                           |
| 456090     | 2006 BR123 | 26 jan 2006 | Kitt Peak    | Spacewatch          | —         | MPC                           |
| 456091     | 2006 BE128 | 26 jan 2006 | Kitt Peak    | Spacewatch          | —         | MPC                           |
| 456092     | 2006 BD137 | 5 jan 2006  | Mount Lemmon | Mount Lemmon Survey | —         | MPC                           |
| 456093     | 2006 BM152 | 25 jan 2006 | Kitt Peak    | Spacewatch          | —         | MPC                           |
| 456094     | 2006 BH164 | 26 jan 2006 | Mount Lemmon | Mount Lemmon Survey | —         | MPC                           |
| 456095     | 2006 BO167 | 26 jan 2006 | Mount Lemmon | Mount Lemmon Survey | —         | MPC                           |
| 456096     | 2006 BC177 | 27 jan 2006 | Kitt Peak    | Spacewatch          | —         | MPC                           |
| 456097     | 2006 BZ177 | 27 jan 2006 | Mount Lemmon | Mount Lemmon Survey | —         | MPC                           |
| 456098     | 2006 BS194 | 30 jan 2006 | Kitt Peak    | Spacewatch          | —         | MPC                           |
| 456099     | 2006 BJ214 | 23 jan 2006 | Catalina     | CSS                 | —         | MPC                           |
| 456100     | 2006 BZ222 | 30 jan 2006 | Kitt Peak    | Spacewatch          | —         | MPC                           |

## 456101–456200
| Designação | Designação | Descoberta  | Descoberta        | Descobridor(es)     | Categoria | Mais informações / Referência |
| Permanente | Provisória | Data        | Local             | Descobridor(es)     | Categoria | Mais informações / Referência |
| ---------- | ---------- | ----------- | ----------------- | ------------------- | --------- | ----------------------------- |
| 456101     | 2006 BE225 | 30 jan 2006 | Kitt Peak         | Spacewatch          | —         | MPC                           |
| 456102     | 2006 BO226 | 7 jan 2006  | Mount Lemmon      | Mount Lemmon Survey | —         | MPC                           |
| 456103     | 2006 BZ227 | 30 jan 2006 | Kitt Peak         | Spacewatch          | —         | MPC                           |
| 456104     | 2006 BN230 | 23 jan 2006 | Kitt Peak         | Spacewatch          | Brangane  | MPC                           |
| 456105     | 2006 BO238 | 23 jan 2006 | Kitt Peak         | Spacewatch          | —         | MPC                           |
| 456106     | 2006 BS250 | 31 jan 2006 | Kitt Peak         | Spacewatch          | —         | MPC                           |
| 456107     | 2006 BZ253 | 31 jan 2006 | Kitt Peak         | Spacewatch          | —         | MPC                           |
| 456108     | 2006 BY274 | 23 jan 2006 | Mount Lemmon      | Mount Lemmon Survey | —         | MPC                           |
| 456109     | 2006 BT277 | 30 jan 2006 | Kitt Peak         | Spacewatch          | —         | MPC                           |
| 456110     | 2006 BF284 | 31 jan 2006 | Kitt Peak         | Spacewatch          | —         | MPC                           |
| 456111     | 2006 CV2   | 23 jan 2006 | Mount Lemmon      | Mount Lemmon Survey | —         | MPC                           |
| 456112     | 2006 CW19  | 1 fev 2006  | Mount Lemmon      | Mount Lemmon Survey | —         | MPC                           |
| 456113     | 2006 CR32  | 2 fev 2006  | Kitt Peak         | Spacewatch          | —         | MPC                           |
| 456114     | 2006 CP35  | 25 dez 2005 | Kitt Peak         | Spacewatch          | —         | MPC                           |
| 456115     | 2006 CF50  | 20 jan 2006 | Kitt Peak         | Spacewatch          | —         | MPC                           |
| 456116     | 2006 CS56  | 4 fev 2006  | Mount Lemmon      | Mount Lemmon Survey | —         | MPC                           |
| 456117     | 2006 CY56  | 4 fev 2006  | Mount Lemmon      | Mount Lemmon Survey | —         | MPC                           |
| 456118     | 2006 DK2   | 26 jan 2006 | Mount Lemmon      | Mount Lemmon Survey | —         | MPC                           |
| 456119     | 2006 DN24  | 25 jan 2006 | Kitt Peak         | Spacewatch          | —         | MPC                           |
| 456120     | 2006 DC25  | 20 fev 2006 | Kitt Peak         | Spacewatch          | —         | MPC                           |
| 456121     | 2006 DZ27  | 20 fev 2006 | Kitt Peak         | Spacewatch          | —         | MPC                           |
| 456122     | 2006 DZ54  | 24 fev 2006 | Kitt Peak         | Spacewatch          | —         | MPC                           |
| 456123     | 2006 DD63  | 24 fev 2006 | Kitt Peak         | Spacewatch          | —         | MPC                           |
| 456124     | 2006 DH76  | 24 fev 2006 | Kitt Peak         | Spacewatch          | —         | MPC                           |
| 456125     | 2006 DQ83  | 24 fev 2006 | Kitt Peak         | Spacewatch          | —         | MPC                           |
| 456126     | 2006 DT86  | 24 fev 2006 | Kitt Peak         | Spacewatch          | —         | MPC                           |
| 456127     | 2006 DY87  | 24 fev 2006 | Kitt Peak         | Spacewatch          | —         | MPC                           |
| 456128     | 2006 DD99  | 25 fev 2006 | Kitt Peak         | Spacewatch          | —         | MPC                           |
| 456129     | 2006 DO99  | 25 fev 2006 | Kitt Peak         | Spacewatch          | —         | MPC                           |
| 456130     | 2006 DO100 | 26 jan 2006 | Kitt Peak         | Spacewatch          | —         | MPC                           |
| 456131     | 2006 DY103 | 25 fev 2006 | Mount Lemmon      | Mount Lemmon Survey | Brangane  | MPC                           |
| 456132     | 2006 DF106 | 25 fev 2006 | Mount Lemmon      | Mount Lemmon Survey | —         | MPC                           |
| 456133     | 2006 DZ108 | 25 fev 2006 | Kitt Peak         | Spacewatch          | —         | MPC                           |
| 456134     | 2006 DT110 | 25 fev 2006 | Kitt Peak         | Spacewatch          | —         | MPC                           |
| 456135     | 2006 DO132 | 25 fev 2006 | Kitt Peak         | Spacewatch          | —         | MPC                           |
| 456136     | 2006 DD134 | 31 jan 2006 | Kitt Peak         | Spacewatch          | —         | MPC                           |
| 456137     | 2006 DQ139 | 8 jan 2002  | Kitt Peak         | Spacewatch          | —         | MPC                           |
| 456138     | 2006 DN142 | 4 fev 2006  | Mount Lemmon      | Mount Lemmon Survey | Brangane  | MPC                           |
| 456139     | 2006 DZ144 | 25 fev 2006 | Mount Lemmon      | Mount Lemmon Survey | —         | MPC                           |
| 456140     | 2006 DA145 | 25 fev 2006 | Mount Lemmon      | Mount Lemmon Survey | —         | MPC                           |
| 456141     | 2006 DN148 | 25 fev 2006 | Kitt Peak         | Spacewatch          | —         | MPC                           |
| 456142     | 2006 DY177 | 27 fev 2006 | Mount Lemmon      | Mount Lemmon Survey | —         | MPC                           |
| 456143     | 2006 DH188 | 27 fev 2006 | Kitt Peak         | Spacewatch          | —         | MPC                           |
| 456144     | 2006 EQ2   | 1 mar 2006  | Altschwendt       | W. Ries             | —         | MPC                           |
| 456145     | 2006 EN9   | 24 fev 2006 | Kitt Peak         | Spacewatch          | Brangane  | MPC                           |
| 456146     | 2006 EH26  | 1 fev 2006  | Mount Lemmon      | Mount Lemmon Survey | —         | MPC                           |
| 456147     | 2006 ES44  | 25 fev 2006 | Kitt Peak         | Spacewatch          | —         | MPC                           |
| 456148     | 2006 EB53  | 2 mar 2006  | Kitt Peak         | Spacewatch          | —         | MPC                           |
| 456149     | 2006 EA73  | 4 mar 2006  | Mount Lemmon      | Mount Lemmon Survey | —         | MPC                           |
| 456150     | 2006 FE2   | 3 mar 2006  | Kitt Peak         | Spacewatch          | —         | MPC                           |
| 456151     | 2006 FV5   | 23 mar 2006 | Mount Lemmon      | Mount Lemmon Survey | —         | MPC                           |
| 456152     | 2006 FZ14  | 23 mar 2006 | Kitt Peak         | Spacewatch          | —         | MPC                           |
| 456153     | 2006 FZ15  | 27 fev 2006 | Kitt Peak         | Spacewatch          | —         | MPC                           |
| 456154     | 2006 FQ20  | 23 mar 2006 | Kitt Peak         | Spacewatch          | —         | MPC                           |
| 456155     | 2006 FP30  | 2 mar 2006  | Mount Lemmon      | Mount Lemmon Survey | —         | MPC                           |
| 456156     | 2006 FU33  | 26 mar 2006 | Siding Spring     | SSS                 | —         | MPC                           |
| 456157     | 2006 FT53  | 26 mar 2006 | Mount Lemmon      | Mount Lemmon Survey | —         | MPC                           |
| 456158     | 2006 GJ1   | 2 abr 2006  | Kitt Peak         | Spacewatch          | —         | MPC                           |
| 456159     | 2006 GO2   | 2 abr 2006  | Bergisch Gladbach | W. Bickel           | —         | MPC                           |
| 456160     | 2006 GJ7   | 2 abr 2006  | Kitt Peak         | Spacewatch          | —         | MPC                           |
| 456161     | 2006 GG17  | 2 abr 2006  | Kitt Peak         | Spacewatch          | Brangane  | MPC                           |
| 456162     | 2006 GS18  | 2 abr 2006  | Kitt Peak         | Spacewatch          | —         | MPC                           |
| 456163     | 2006 GW21  | 2 abr 2006  | Kitt Peak         | Spacewatch          | —         | MPC                           |
| 456164     | 2006 GJ37  | 2 abr 2006  | Catalina          | CSS                 | —         | MPC                           |
| 456165     | 2006 GA41  | 7 abr 2006  | Catalina          | CSS                 | —         | MPC                           |
| 456166     | 2006 GD51  | 4 mar 2006  | Catalina          | CSS                 | Brangane  | MPC                           |
| 456167     | 2006 HF3   | 23 mar 2006 | Kitt Peak         | Spacewatch          | —         | MPC                           |
| 456168     | 2006 HS4   | 23 mar 2006 | Kitt Peak         | Spacewatch          | —         | MPC                           |
| 456169     | 2006 HV9   | 19 abr 2006 | Kitt Peak         | Spacewatch          | —         | MPC                           |
| 456170     | 2006 HX9   | 19 abr 2006 | Kitt Peak         | Spacewatch          | —         | MPC                           |
| 456171     | 2006 HQ11  | 19 abr 2006 | Kitt Peak         | Spacewatch          | —         | MPC                           |
| 456172     | 2006 HY22  | 20 abr 2006 | Kitt Peak         | Spacewatch          | —         | MPC                           |
| 456173     | 2006 HC26  | 20 abr 2006 | Kitt Peak         | Spacewatch          | —         | MPC                           |
| 456174     | 2006 HG27  | 20 abr 2006 | Kitt Peak         | Spacewatch          | —         | MPC                           |
| 456175     | 2006 HU33  | 7 abr 2006  | Kitt Peak         | Spacewatch          | Brangane  | MPC                           |
| 456176     | 2006 HE36  | 24 fev 2006 | Kitt Peak         | Spacewatch          | —         | MPC                           |
| 456177     | 2006 HJ41  | 2 mar 2006  | Kitt Peak         | Spacewatch          | —         | MPC                           |
| 456178     | 2006 HZ43  | 24 abr 2006 | Kitt Peak         | Spacewatch          | —         | MPC                           |
| 456179     | 2006 HP48  | 20 abr 2006 | Kitt Peak         | Spacewatch          | —         | MPC                           |
| 456180     | 2006 HR48  | 23 mar 2006 | Kitt Peak         | Spacewatch          | —         | MPC                           |
| 456181     | 2006 HS58  | 21 abr 2006 | Catalina          | CSS                 | —         | MPC                           |
| 456182     | 2006 HP65  | 24 abr 2006 | Kitt Peak         | Spacewatch          | —         | MPC                           |
| 456183     | 2006 HS65  | 24 abr 2006 | Kitt Peak         | Spacewatch          | —         | MPC                           |
| 456184     | 2006 HY68  | 24 abr 2006 | Mount Lemmon      | Mount Lemmon Survey | —         | MPC                           |
| 456185     | 2006 HG70  | 25 abr 2006 | Kitt Peak         | Spacewatch          | —         | MPC                           |
| 456186     | 2006 HU74  | 25 abr 2006 | Kitt Peak         | Spacewatch          | Brangane  | MPC                           |
| 456187     | 2006 HN77  | 25 abr 2006 | Kitt Peak         | Spacewatch          | —         | MPC                           |
| 456188     | 2006 HD78  | 24 mar 2006 | Kitt Peak         | Spacewatch          | —         | MPC                           |
| 456189     | 2006 HB85  | 26 abr 2006 | Siding Spring     | SSS                 | —         | MPC                           |
| 456190     | 2006 HM89  | 20 abr 2006 | Catalina          | CSS                 | —         | MPC                           |
| 456191     | 2006 HT89  | 25 abr 2006 | Catalina          | CSS                 | —         | MPC                           |
| 456192     | 2006 HB99  | 30 abr 2006 | Kitt Peak         | Spacewatch          | —         | MPC                           |
| 456193     | 2006 HN102 | 30 abr 2006 | Kitt Peak         | Spacewatch          | —         | MPC                           |
| 456194     | 2006 HB118 | 5 mar 2006  | Kitt Peak         | Spacewatch          | —         | MPC                           |
| 456195     | 2006 HE119 | 21 abr 2006 | Kitt Peak         | Spacewatch          | Flora     | MPC                           |
| 456196     | 2006 HU119 | 30 abr 2006 | Kitt Peak         | Spacewatch          | —         | MPC                           |
| 456197     | 2006 HJ121 | 19 abr 2006 | Kitt Peak         | Spacewatch          | —         | MPC                           |
| 456198     | 2006 HE151 | 27 abr 2006 | Catalina          | CSS                 | —         | MPC                           |
| 456199     | 2006 JX10  | 1 mai 2006  | Kitt Peak         | Spacewatch          | —         | MPC                           |
| 456200     | 2006 JM12  | 1 mai 2006  | Kitt Peak         | Spacewatch          | —         | MPC                           |

## 456201–456300
| Designação | Designação | Descoberta  | Descoberta       | Descobridor(es)     | Categoria | Mais informações / Referência |
| Permanente | Provisória | Data        | Local            | Descobridor(es)     | Categoria | Mais informações / Referência |
| ---------- | ---------- | ----------- | ---------------- | ------------------- | --------- | ----------------------------- |
| 456201     | 2006 JY13  | 3 mai 2006  | Kitt Peak        | Spacewatch          | —         | MPC                           |
| 456202     | 2006 JQ16  | 2 mai 2006  | Kitt Peak        | Spacewatch          | —         | MPC                           |
| 456203     | 2006 JL19  | 24 abr 2006 | Kitt Peak        | Spacewatch          | —         | MPC                           |
| 456204     | 2006 JV19  | 24 abr 2006 | Kitt Peak        | Spacewatch          | —         | MPC                           |
| 456205     | 2006 JG31  | 3 mai 2006  | Kitt Peak        | Spacewatch          | —         | MPC                           |
| 456206     | 2006 JH31  | 29 abr 2006 | Kitt Peak        | Spacewatch          | —         | MPC                           |
| 456207     | 2006 JA32  | 19 fev 2002 | Cima Ekar        | ADAS                | —         | MPC                           |
| 456208     | 2006 JQ36  | 4 mai 2006  | Kitt Peak        | Spacewatch          | —         | MPC                           |
| 456209     | 2006 JP45  | 8 mai 2006  | Mount Lemmon     | Mount Lemmon Survey | —         | MPC                           |
| 456210     | 2006 JD60  | 24 abr 2006 | Kitt Peak        | Spacewatch          | —         | MPC                           |
| 456211     | 2006 KA1   | 19 mai 2006 | Mount Lemmon     | Mount Lemmon Survey | —         | MPC                           |
| 456212     | 2006 KL12  | 1 mai 2006  | Catalina         | CSS                 | —         | MPC                           |
| 456213     | 2006 KS19  | 16 mai 2006 | Palomar          | NEAT                | —         | MPC                           |
| 456214     | 2006 KM29  | 20 mai 2006 | Catalina         | CSS                 | —         | MPC                           |
| 456215     | 2006 KS30  | 20 mai 2006 | Kitt Peak        | Spacewatch          | —         | MPC                           |
| 456216     | 2006 KB34  | 20 mai 2006 | Kitt Peak        | Spacewatch          | —         | MPC                           |
| 456217     | 2006 KX36  | 21 mai 2006 | Mount Lemmon     | Mount Lemmon Survey | —         | MPC                           |
| 456218     | 2006 KH37  | 22 mai 2006 | Kitt Peak        | Spacewatch          | —         | MPC                           |
| 456219     | 2006 KW40  | 19 mai 2006 | Catalina         | CSS                 | —         | MPC                           |
| 456220     | 2006 KH44  | 21 mai 2006 | Kitt Peak        | Spacewatch          | —         | MPC                           |
| 456221     | 2006 KW44  | 21 mai 2006 | Kitt Peak        | Spacewatch          | Brangane  | MPC                           |
| 456222     | 2006 KU46  | 20 abr 2006 | Kitt Peak        | Spacewatch          | —         | MPC                           |
| 456223     | 2006 KD51  | 21 mai 2006 | Mount Lemmon     | Mount Lemmon Survey | —         | MPC                           |
| 456224     | 2006 KT52  | 21 mai 2006 | Kitt Peak        | Spacewatch          | Juno      | MPC                           |
| 456225     | 2006 KV53  | 21 mai 2006 | Kitt Peak        | Spacewatch          | —         | MPC                           |
| 456226     | 2006 KK58  | 22 mai 2006 | Kitt Peak        | Spacewatch          | —         | MPC                           |
| 456227     | 2006 KC62  | 8 mai 2006  | Mount Lemmon     | Mount Lemmon Survey | —         | MPC                           |
| 456228     | 2006 KL62  | 22 mai 2006 | Kitt Peak        | Spacewatch          | —         | MPC                           |
| 456229     | 2006 KT66  | 24 mai 2006 | Kitt Peak        | Spacewatch          | —         | MPC                           |
| 456230     | 2006 KG73  | 9 mai 2006  | Mount Lemmon     | Mount Lemmon Survey | —         | MPC                           |
| 456231     | 2006 KW86  | 26 mai 2006 | Mount Lemmon     | Mount Lemmon Survey | —         | MPC                           |
| 456232     | 2006 KB93  | 25 mai 2006 | Kitt Peak        | Spacewatch          | —         | MPC                           |
| 456233     | 2006 KF95  | 25 mai 2006 | Kitt Peak        | Spacewatch          | —         | MPC                           |
| 456234     | 2006 KU99  | 28 mai 2006 | Kitt Peak        | Spacewatch          | Juno      | MPC                           |
| 456235     | 2006 KL117 | 29 mai 2006 | Kitt Peak        | Spacewatch          | —         | MPC                           |
| 456236     | 2006 KC123 | 20 mai 2006 | Kitt Peak        | Spacewatch          | —         | MPC                           |
| 456237     | 2006 MM6   | 20 jun 2006 | Mount Lemmon     | Mount Lemmon Survey | —         | MPC                           |
| 456238     | 2006 MA8   | 18 jun 2006 | Kitt Peak        | Spacewatch          | —         | MPC                           |
| 456239     | 2006 MQ9   | 20 jun 2006 | Kitt Peak        | Spacewatch          | —         | MPC                           |
| 456240     | 2006 OW    | 18 jul 2006 | Bergisch Gladbac | W. Bickel           | —         | MPC                           |
| 456241     | 2006 ON6   | 21 jul 2006 | Mount Lemmon     | Mount Lemmon Survey | —         | MPC                           |
| 456242     | 2006 OH8   | 20 jul 2006 | Palomar          | NEAT                | —         | MPC                           |
| 456243     | 2006 OW18  | 11 mar 2005 | Mount Lemmon     | Mount Lemmon Survey | —         | MPC                           |
| 456244     | 2006 PK5   | 12 ago 2006 | Palomar          | NEAT                | —         | MPC                           |
| 456245     | 2006 PL6   | 12 ago 2006 | Palomar          | NEAT                | —         | MPC                           |
| 456246     | 2006 PD34  | 15 ago 2006 | Palomar          | NEAT                | —         | MPC                           |
| 456247     | 2006 PZ37  | 13 ago 2006 | Palomar          | NEAT                | —         | MPC                           |
| 456248     | 2006 QG4   | 18 ago 2006 | Kitt Peak        | Spacewatch          | —         | MPC                           |
| 456249     | 2006 QP4   | 17 ago 2006 | Palomar          | NEAT                | —         | MPC                           |
| 456250     | 2006 QF7   | 17 ago 2006 | Palomar          | NEAT                | —         | MPC                           |
| 456251     | 2006 QZ10  | 21 ago 2006 | Kitt Peak        | Spacewatch          | Juno      | MPC                           |
| 456252     | 2006 QJ24  | 17 ago 2006 | Palomar          | NEAT                | —         | MPC                           |
| 456253     | 2006 QE39  | 19 ago 2006 | Anderson Mesa    | LONEOS              | —         | MPC                           |
| 456254     | 2006 QD88  | 27 ago 2006 | Kitt Peak        | Spacewatch          | Phocaea   | MPC                           |
| 456255     | 2006 QR101 | 19 ago 2006 | Kitt Peak        | Spacewatch          | —         | MPC                           |
| 456256     | 2006 QZ112 | 24 ago 2006 | Socorro          | LINEAR              | —         | MPC                           |
| 456257     | 2006 QM132 | 22 ago 2006 | Siding Spring    | SSS                 | —         | MPC                           |
| 456258     | 2006 QM148 | 18 ago 2006 | Kitt Peak        | Spacewatch          | —         | MPC                           |
| 456259     | 2006 QT148 | 18 ago 2006 | Kitt Peak        | Spacewatch          | —         | MPC                           |
| 456260     | 2006 QY164 | 29 ago 2006 | Anderson Mesa    | LONEOS              | —         | MPC                           |
| 456261     | 2006 QL184 | 18 ago 2006 | Kitt Peak        | Spacewatch          | —         | MPC                           |
| 456262     | 2006 QX185 | 27 ago 2006 | Kitt Peak        | Spacewatch          | —         | MPC                           |
| 456263     | 2006 RW8   | 12 set 2006 | Catalina         | CSS                 | —         | MPC                           |
| 456264     | 2006 RP21  | 15 set 2006 | Kitt Peak        | Spacewatch          | —         | MPC                           |
| 456265     | 2006 RM23  | 12 set 2006 | Catalina         | CSS                 | —         | MPC                           |
| 456266     | 2006 RG27  | 14 set 2006 | Catalina         | CSS                 | —         | MPC                           |
| 456267     | 2006 RT33  | 12 set 2006 | Catalina         | CSS                 | —         | MPC                           |
| 456268     | 2006 RE42  | 14 set 2006 | Kitt Peak        | Spacewatch          | —         | MPC                           |
| 456269     | 2006 RQ47  | 14 set 2006 | Kitt Peak        | Spacewatch          | —         | MPC                           |
| 456270     | 2006 RK49  | 14 set 2006 | Kitt Peak        | Spacewatch          | —         | MPC                           |
| 456271     | 2006 RX49  | 14 set 2006 | Kitt Peak        | Spacewatch          | —         | MPC                           |
| 456272     | 2006 RS54  | 14 set 2006 | Kitt Peak        | Spacewatch          | —         | MPC                           |
| 456273     | 2006 RU68  | 18 ago 2006 | Kitt Peak        | Spacewatch          | —         | MPC                           |
| 456274     | 2006 RM75  | 15 set 2006 | Kitt Peak        | Spacewatch          | —         | MPC                           |
| 456275     | 2006 RV79  | 15 set 2006 | Kitt Peak        | Spacewatch          | —         | MPC                           |
| 456276     | 2006 RB80  | 15 set 2006 | Kitt Peak        | Spacewatch          | —         | MPC                           |
| 456277     | 2006 RC85  | 15 set 2006 | Kitt Peak        | Spacewatch          | —         | MPC                           |
| 456278     | 2006 RX105 | 15 mar 2004 | Kitt Peak        | Spacewatch          | —         | MPC                           |
| 456279     | 2006 RL108 | 14 set 2006 | Mauna Kea        | J. Masiero          | —         | MPC                           |
| 456280     | 2006 SB1   | 16 set 2006 | Kitt Peak        | Spacewatch          | —         | MPC                           |
| 456281     | 2006 SC8   | 16 set 2006 | Catalina         | CSS                 | —         | MPC                           |
| 456282     | 2006 ST8   | 27 ago 2006 | Anderson Mesa    | LONEOS              | —         | MPC                           |
| 456283     | 2006 SB17  | 17 set 2006 | Kitt Peak        | Spacewatch          | —         | MPC                           |
| 456284     | 2006 SY26  | 16 set 2006 | Catalina         | CSS                 | —         | MPC                           |
| 456285     | 2006 SK56  | 19 set 2006 | Catalina         | CSS                 | —         | MPC                           |
| 456286     | 2006 SB74  | 19 set 2006 | Kitt Peak        | Spacewatch          | —         | MPC                           |
| 456287     | 2006 SS76  | 20 set 2006 | Kitt Peak        | Spacewatch          | —         | MPC                           |
| 456288     | 2006 SH77  | 19 set 2006 | Catalina         | CSS                 | —         | MPC                           |
| 456289     | 2006 SU82  | 18 set 2006 | Kitt Peak        | Spacewatch          | —         | MPC                           |
| 456290     | 2006 SO92  | 18 set 2006 | Kitt Peak        | Spacewatch          | —         | MPC                           |
| 456291     | 2006 SD95  | 18 set 2006 | Kitt Peak        | Spacewatch          | —         | MPC                           |
| 456292     | 2006 SQ96  | 18 set 2006 | Kitt Peak        | Spacewatch          | —         | MPC                           |
| 456293     | 2006 SE105 | 19 set 2006 | Catalina         | CSS                 | —         | MPC                           |
| 456294     | 2006 SS110 | 20 set 2006 | Socorro          | LINEAR              | —         | MPC                           |
| 456295     | 2006 SD116 | 24 set 2006 | Anderson Mesa    | LONEOS              | —         | MPC                           |
| 456296     | 2006 SB119 | 18 set 2006 | Catalina         | CSS                 | —         | MPC                           |
| 456297     | 2006 SB121 | 18 set 2006 | Catalina         | CSS                 | —         | MPC                           |
| 456298     | 2006 SG122 | 19 set 2006 | Catalina         | CSS                 | —         | MPC                           |
| 456299     | 2006 SN128 | 17 set 2006 | Anderson Mesa    | LONEOS              | —         | MPC                           |
| 456300     | 2006 SX128 | 17 set 2006 | Catalina         | CSS                 | —         | MPC                           |

## 456301–456400
| Designação | Designação | Descoberta  | Descoberta           | Descobridor(es)     | Categoria | Mais informações / Referência |
| Permanente | Provisória | Data        | Local                | Descobridor(es)     | Categoria | Mais informações / Referência |
| ---------- | ---------- | ----------- | -------------------- | ------------------- | --------- | ----------------------------- |
| 456301     | 2006 SV134 | 28 set 2006 | Catalina             | CSS                 | —         | MPC                           |
| 456302     | 2006 SU138 | 21 set 2006 | Anderson Mesa        | LONEOS              | —         | MPC                           |
| 456303     | 2006 SY143 | 19 set 2006 | Kitt Peak            | Spacewatch          | —         | MPC                           |
| 456304     | 2006 SX144 | 19 set 2006 | Kitt Peak            | Spacewatch          | —         | MPC                           |
| 456305     | 2006 SP145 | 19 set 2006 | Kitt Peak            | Spacewatch          | —         | MPC                           |
| 456306     | 2006 ST171 | 25 set 2006 | Kitt Peak            | Spacewatch          | —         | MPC                           |
| 456307     | 2006 SQ187 | 26 set 2006 | Kitt Peak            | Spacewatch          | Juno      | MPC                           |
| 456308     | 2006 SH188 | 26 set 2006 | Kitt Peak            | Spacewatch          | Mitidika  | MPC                           |
| 456309     | 2006 SS199 | 24 set 2006 | Kitt Peak            | Spacewatch          | —         | MPC                           |
| 456310     | 2006 SJ211 | 16 set 2006 | Kitt Peak            | Spacewatch          | —         | MPC                           |
| 456311     | 2006 SN215 | 27 set 2006 | Kitt Peak            | Spacewatch          | —         | MPC                           |
| 456312     | 2006 SM238 | 26 set 2006 | Kitt Peak            | Spacewatch          | —         | MPC                           |
| 456313     | 2006 SV239 | 18 set 2006 | Kitt Peak            | Spacewatch          | —         | MPC                           |
| 456314     | 2006 SZ239 | 18 set 2006 | Kitt Peak            | Spacewatch          | —         | MPC                           |
| 456315     | 2006 SG246 | 26 set 2006 | Mount Lemmon         | Mount Lemmon Survey | —         | MPC                           |
| 456316     | 2006 SY268 | 26 set 2006 | Kitt Peak            | Spacewatch          | —         | MPC                           |
| 456317     | 2006 SZ283 | 26 set 2006 | Catalina             | CSS                 | —         | MPC                           |
| 456318     | 2006 SC287 | 22 set 2006 | Anderson Mesa        | LONEOS              | —         | MPC                           |
| 456319     | 2006 SM289 | 26 set 2006 | Catalina             | CSS                 | —         | MPC                           |
| 456320     | 2006 SZ296 | 25 set 2006 | Kitt Peak            | Spacewatch          | —         | MPC                           |
| 456321     | 2006 SH310 | 27 set 2006 | Kitt Peak            | Spacewatch          | —         | MPC                           |
| 456322     | 2006 SD316 | 27 set 2006 | Kitt Peak            | Spacewatch          | Meliboea  | MPC                           |
| 456323     | 2006 SY319 | 17 set 2006 | Kitt Peak            | Spacewatch          | —         | MPC                           |
| 456324     | 2006 SB328 | 27 set 2006 | Kitt Peak            | Spacewatch          | Henan     | MPC                           |
| 456325     | 2006 SS336 | 28 set 2006 | Kitt Peak            | Spacewatch          | —         | MPC                           |
| 456326     | 2006 SG344 | 28 set 2006 | Kitt Peak            | Spacewatch          | —         | MPC                           |
| 456327     | 2006 SZ344 | 28 set 2006 | Kitt Peak            | Spacewatch          | —         | MPC                           |
| 456328     | 2006 SB345 | 28 set 2006 | Kitt Peak            | Spacewatch          | —         | MPC                           |
| 456329     | 2006 SW347 | 18 set 2006 | Kitt Peak            | Spacewatch          | —         | MPC                           |
| 456330     | 2006 SK350 | 18 set 2006 | Kitt Peak            | Spacewatch          | —         | MPC                           |
| 456331     | 2006 SU350 | 14 set 2006 | Catalina             | CSS                 | —         | MPC                           |
| 456332     | 2006 SC356 | 30 set 2006 | Catalina             | CSS                 | —         | MPC                           |
| 456333     | 2006 SB364 | 27 set 2006 | Mount Lemmon         | Mount Lemmon Survey | —         | MPC                           |
| 456334     | 2006 SN366 | 30 set 2006 | Mount Lemmon         | Mount Lemmon Survey | —         | MPC                           |
| 456335     | 2006 SG400 | 19 set 2006 | Kitt Peak            | Spacewatch          | —         | MPC                           |
| 456336     | 2006 SB403 | 26 set 2006 | Mount Lemmon         | Mount Lemmon Survey | —         | MPC                           |
| 456337     | 2006 SA410 | 28 nov 1994 | Kitt Peak            | Spacewatch          | —         | MPC                           |
| 456338     | 2006 SE413 | 19 set 2006 | Catalina             | CSS                 | —         | MPC                           |
| 456339     | 2006 TO1   | 1 out 2006  | Eskridge             | Farpoint Obs.       | —         | MPC                           |
| 456340     | 2006 TW12  | 28 set 2006 | Catalina             | CSS                 | —         | MPC                           |
| 456341     | 2006 TD14  | 10 out 2006 | Palomar              | NEAT                | —         | MPC                           |
| 456342     | 2006 TK17  | 30 set 2006 | Mount Lemmon         | Mount Lemmon Survey | —         | MPC                           |
| 456343     | 2006 TW19  | 25 set 2006 | Mount Lemmon         | Mount Lemmon Survey | Phocaea   | MPC                           |
| 456344     | 2006 TN21  | 27 set 2006 | Mount Lemmon         | Mount Lemmon Survey | —         | MPC                           |
| 456345     | 2006 TY23  | 30 set 2006 | Mount Lemmon         | Mount Lemmon Survey | —         | MPC                           |
| 456346     | 2006 TN38  | 12 out 2006 | Kitt Peak            | Spacewatch          | —         | MPC                           |
| 456347     | 2006 TT48  | 12 out 2006 | Kitt Peak            | Spacewatch          | —         | MPC                           |
| 456348     | 2006 TU52  | 12 out 2006 | Kitt Peak            | Spacewatch          | —         | MPC                           |
| 456349     | 2006 TE56  | 13 out 2006 | Kitt Peak            | Spacewatch          | —         | MPC                           |
| 456350     | 2006 TX67  | 11 out 2006 | Palomar              | NEAT                | —         | MPC                           |
| 456351     | 2006 TT72  | 28 ago 2006 | Catalina             | CSS                 | —         | MPC                           |
| 456352     | 2006 TR77  | 12 out 2006 | Kitt Peak            | Spacewatch          | —         | MPC                           |
| 456353     | 2006 TM78  | 26 set 2006 | Mount Lemmon         | Mount Lemmon Survey | —         | MPC                           |
| 456354     | 2006 TA83  | 13 out 2006 | Kitt Peak            | Spacewatch          | —         | MPC                           |
| 456355     | 2006 TG83  | 13 out 2006 | Kitt Peak            | Spacewatch          | —         | MPC                           |
| 456356     | 2006 TT84  | 13 out 2006 | Kitt Peak            | Spacewatch          | —         | MPC                           |
| 456357     | 2006 TO86  | 13 out 2006 | Kitt Peak            | Spacewatch          | Phocaea   | MPC                           |
| 456358     | 2006 TV88  | 13 out 2006 | Kitt Peak            | Spacewatch          | —         | MPC                           |
| 456359     | 2006 TY92  | 15 out 2006 | Kitt Peak            | Spacewatch          | —         | MPC                           |
| 456360     | 2006 TB94  | 15 out 2006 | Kitt Peak            | Spacewatch          | —         | MPC                           |
| 456361     | 2006 TP104 | 15 out 2006 | Kitt Peak            | Spacewatch          | —         | MPC                           |
| 456362     | 2006 TG107 | 21 jul 2006 | Mount Lemmon         | Mount Lemmon Survey | —         | MPC                           |
| 456363     | 2006 TH109 | 3 out 2006  | Mount Lemmon         | Mount Lemmon Survey | —         | MPC                           |
| 456364     | 2006 TW112 | 25 fev 2004 | Desert Eagle         | W. K. Y. Yeung      | —         | MPC                           |
| 456365     | 2006 TB114 | 1 out 2006  | Apache Point         | A. C. Becker        | —         | MPC                           |
| 456366     | 2006 TT121 | 2 out 2006  | Mount Lemmon         | Mount Lemmon Survey | —         | MPC                           |
| 456367     | 2006 TP122 | 11 out 2006 | Palomar              | NEAT                | —         | MPC                           |
| 456368     | 2006 US1   | 16 out 2006 | Kitami               | K. Endate           | —         | MPC                           |
| 456369     | 2006 UE14  | 30 set 2006 | Mount Lemmon         | Mount Lemmon Survey | —         | MPC                           |
| 456370     | 2006 UT15  | 17 out 2006 | Mount Lemmon         | Mount Lemmon Survey | —         | MPC                           |
| 456371     | 2006 UK23  | 16 out 2006 | Kitt Peak            | Spacewatch          | —         | MPC                           |
| 456372     | 2006 UL24  | 4 out 2006  | Mount Lemmon         | Mount Lemmon Survey | —         | MPC                           |
| 456373     | 2006 UO44  | 16 out 2006 | Kitt Peak            | Spacewatch          | —         | MPC                           |
| 456374     | 2006 UX44  | 30 set 2006 | Mount Lemmon         | Mount Lemmon Survey | —         | MPC                           |
| 456375     | 2006 UJ48  | 17 out 2006 | Kitt Peak            | Spacewatch          | —         | MPC                           |
| 456376     | 2006 UP53  | 17 out 2006 | Mount Lemmon         | Mount Lemmon Survey | —         | MPC                           |
| 456377     | 2006 UU57  | 18 out 2006 | Kitt Peak            | Spacewatch          | —         | MPC                           |
| 456378     | 2006 UA62  | 18 out 2006 | Vallemare di Borbona | V. S. Casulli       | Phocaea   | MPC                           |
| 456379     | 2006 US76  | 30 set 2006 | Kitt Peak            | Spacewatch          | —         | MPC                           |
| 456380     | 2006 UO78  | 17 out 2006 | Kitt Peak            | Spacewatch          | —         | MPC                           |
| 456381     | 2006 UK79  | 17 out 2006 | Kitt Peak            | Spacewatch          | —         | MPC                           |
| 456382     | 2006 UK81  | 4 out 2006  | Mount Lemmon         | Mount Lemmon Survey | —         | MPC                           |
| 456383     | 2006 UY83  | 17 out 2006 | Kitt Peak            | Spacewatch          | —         | MPC                           |
| 456384     | 2006 UQ85  | 17 out 2006 | Kitt Peak            | Spacewatch          | —         | MPC                           |
| 456385     | 2006 UY91  | 26 set 2006 | Mount Lemmon         | Mount Lemmon Survey | —         | MPC                           |
| 456386     | 2006 UF93  | 30 set 2006 | Mount Lemmon         | Mount Lemmon Survey | —         | MPC                           |
| 456387     | 2006 UV122 | 19 out 2006 | Kitt Peak            | Spacewatch          | —         | MPC                           |
| 456388     | 2006 UY138 | 19 out 2006 | Kitt Peak            | Spacewatch          | —         | MPC                           |
| 456389     | 2006 UX139 | 19 out 2006 | Kitt Peak            | Spacewatch          | —         | MPC                           |
| 456390     | 2006 UL140 | 19 out 2006 | Kitt Peak            | Spacewatch          | —         | MPC                           |
| 456391     | 2006 UQ149 | 19 set 2006 | Kitt Peak            | Spacewatch          | —         | MPC                           |
| 456392     | 2006 UW149 | 27 set 2006 | Catalina             | CSS                 | —         | MPC                           |
| 456393     | 2006 UE150 | 20 out 2006 | Catalina             | CSS                 | —         | MPC                           |
| 456394     | 2006 UG170 | 21 out 2006 | Mount Lemmon         | Mount Lemmon Survey | —         | MPC                           |
| 456395     | 2006 UU179 | 16 out 2006 | Catalina             | CSS                 | —         | MPC                           |
| 456396     | 2006 UX179 | 16 out 2006 | Catalina             | CSS                 | —         | MPC                           |
| 456397     | 2006 UQ183 | 17 out 2006 | Catalina             | CSS                 | —         | MPC                           |
| 456398     | 2006 UX190 | 19 out 2006 | Catalina             | CSS                 | —         | MPC                           |
| 456399     | 2006 UE199 | 20 out 2006 | Kitt Peak            | Spacewatch          | —         | MPC                           |
| 456400     | 2006 UK204 | 22 out 2006 | Palomar              | NEAT                | —         | MPC                           |

## 456401–456500
| Designação | Designação | Descoberta  | Descoberta   | Descobridor(es)     | Categoria | Mais informações / Referência |
| Permanente | Provisória | Data        | Local        | Descobridor(es)     | Categoria | Mais informações / Referência |
| ---------- | ---------- | ----------- | ------------ | ------------------- | --------- | ----------------------------- |
| 456401     | 2006 UP207 | 23 out 2006 | Palomar      | NEAT                | —         | MPC                           |
| 456402     | 2006 UY210 | 23 out 2006 | Kitt Peak    | Spacewatch          | —         | MPC                           |
| 456403     | 2006 US211 | 23 out 2006 | Kitt Peak    | Spacewatch          | —         | MPC                           |
| 456404     | 2006 UA220 | 30 set 2006 | Catalina     | CSS                 | —         | MPC                           |
| 456405     | 2006 UH220 | 16 out 2006 | Kitt Peak    | Spacewatch          | —         | MPC                           |
| 456406     | 2006 US231 | 4 out 2006  | Mount Lemmon | Mount Lemmon Survey | —         | MPC                           |
| 456407     | 2006 UL240 | 2 out 2006  | Mount Lemmon | Mount Lemmon Survey | —         | MPC                           |
| 456408     | 2006 UP247 | 17 out 2006 | Kitt Peak    | Spacewatch          | —         | MPC                           |
| 456409     | 2006 UF250 | 27 out 2006 | Mount Lemmon | Mount Lemmon Survey | Henan     | MPC                           |
| 456410     | 2006 UA268 | 19 out 2006 | Catalina     | CSS                 | —         | MPC                           |
| 456411     | 2006 UC268 | 27 out 2006 | Mount Lemmon | Mount Lemmon Survey | —         | MPC                           |
| 456412     | 2006 UN275 | 28 out 2006 | Kitt Peak    | Spacewatch          | —         | MPC                           |
| 456413     | 2006 UR282 | 28 out 2006 | Kitt Peak    | Spacewatch          | —         | MPC                           |
| 456414     | 2006 UU284 | 27 set 2006 | Mount Lemmon | Mount Lemmon Survey | —         | MPC                           |
| 456415     | 2006 UC285 | 28 out 2006 | Kitt Peak    | Spacewatch          | —         | MPC                           |
| 456416     | 2006 UD322 | 16 out 2006 | Kitt Peak    | Spacewatch          | —         | MPC                           |
| 456417     | 2006 UU328 | 19 out 2006 | Mount Lemmon | Mount Lemmon Survey | —         | MPC                           |
| 456418     | 2006 UG333 | 14 set 2006 | Kitt Peak    | Spacewatch          | —         | MPC                           |
| 456419     | 2006 UM334 | 19 out 2006 | Mount Lemmon | Mount Lemmon Survey | —         | MPC                           |
| 456420     | 2006 UB335 | 23 out 2006 | Mount Lemmon | Mount Lemmon Survey | —         | MPC                           |
| 456421     | 2006 UA336 | 20 out 2006 | Kitt Peak    | Spacewatch          | —         | MPC                           |
| 456422     | 2006 UW348 | 25 set 2006 | Mount Lemmon | Mount Lemmon Survey | —         | MPC                           |
| 456423     | 2006 UU360 | 22 out 2006 | Mount Lemmon | Mount Lemmon Survey | —         | MPC                           |
| 456424     | 2006 VQ3   | 3 out 2006  | Mount Lemmon | Mount Lemmon Survey | —         | MPC                           |
| 456425     | 2006 VY10  | 11 nov 2006 | Mount Lemmon | Mount Lemmon Survey | —         | MPC                           |
| 456426     | 2006 VR16  | 30 set 2006 | Mount Lemmon | Mount Lemmon Survey | —         | MPC                           |
| 456427     | 2006 VE17  | 21 out 2006 | Kitt Peak    | Spacewatch          | —         | MPC                           |
| 456428     | 2006 VX17  | 13 out 2006 | Kitt Peak    | Spacewatch          | —         | MPC                           |
| 456429     | 2006 VJ24  | 10 nov 2006 | Kitt Peak    | Spacewatch          | —         | MPC                           |
| 456430     | 2006 VL27  | 21 out 2006 | Kitt Peak    | Spacewatch          | —         | MPC                           |
| 456431     | 2006 VX27  | 10 nov 2006 | Kitt Peak    | Spacewatch          | —         | MPC                           |
| 456432     | 2006 VQ28  | 19 out 2006 | Mount Lemmon | Mount Lemmon Survey | Phocaea   | MPC                           |
| 456433     | 2006 VS28  | 10 nov 2006 | Kitt Peak    | Spacewatch          | —         | MPC                           |
| 456434     | 2006 VY28  | 10 nov 2006 | Kitt Peak    | Spacewatch          | —         | MPC                           |
| 456435     | 2006 VR31  | 11 nov 2006 | Kitt Peak    | Spacewatch          | —         | MPC                           |
| 456436     | 2006 VZ35  | 11 nov 2006 | Mount Lemmon | Mount Lemmon Survey | —         | MPC                           |
| 456437     | 2006 VD36  | 28 set 2006 | Mount Lemmon | Mount Lemmon Survey | —         | MPC                           |
| 456438     | 2006 VY46  | 1 nov 2006  | Mount Lemmon | Mount Lemmon Survey | —         | MPC                           |
| 456439     | 2006 VO47  | 9 nov 2006  | Kitt Peak    | Spacewatch          | —         | MPC                           |
| 456440     | 2006 VY59  | 11 nov 2006 | Kitt Peak    | Spacewatch          | —         | MPC                           |
| 456441     | 2006 VP61  | 11 nov 2006 | Kitt Peak    | Spacewatch          | —         | MPC                           |
| 456442     | 2006 VF63  | 11 nov 2006 | Kitt Peak    | Spacewatch          | —         | MPC                           |
| 456443     | 2006 VZ66  | 2 out 2006  | Mount Lemmon | Mount Lemmon Survey | —         | MPC                           |
| 456444     | 2006 VM68  | 11 nov 2006 | Kitt Peak    | Spacewatch          | —         | MPC                           |
| 456445     | 2006 VB77  | 12 nov 2006 | Mount Lemmon | Mount Lemmon Survey | —         | MPC                           |
| 456446     | 2006 VW84  | 29 out 2006 | Catalina     | CSS                 | —         | MPC                           |
| 456447     | 2006 VG87  | 31 out 2006 | Kitt Peak    | Spacewatch          | —         | MPC                           |
| 456448     | 2006 VD96  | 27 set 2006 | Mount Lemmon | Mount Lemmon Survey | —         | MPC                           |
| 456449     | 2006 VV97  | 11 nov 2006 | Kitt Peak    | Spacewatch          | —         | MPC                           |
| 456450     | 2006 VN101 | 11 nov 2006 | Palomar      | NEAT                | —         | MPC                           |
| 456451     | 2006 VG102 | 12 nov 2006 | Mount Lemmon | Mount Lemmon Survey | —         | MPC                           |
| 456452     | 2006 VR108 | 4 out 2006  | Mount Lemmon | Mount Lemmon Survey | —         | MPC                           |
| 456453     | 2006 VS108 | 13 nov 2006 | Kitt Peak    | Spacewatch          | —         | MPC                           |
| 456454     | 2006 VR109 | 19 set 2006 | Catalina     | CSS                 | —         | MPC                           |
| 456455     | 2006 VF112 | 13 nov 2006 | Palomar      | NEAT                | —         | MPC                           |
| 456456     | 2006 VZ122 | 10 nov 2006 | Kitt Peak    | Spacewatch          | —         | MPC                           |
| 456457     | 2006 VL125 | 14 nov 2006 | Kitt Peak    | Spacewatch          | Iannini   | MPC                           |
| 456458     | 2006 VY125 | 15 nov 2006 | Kitt Peak    | Spacewatch          | —         | MPC                           |
| 456459     | 2006 VZ125 | 15 nov 2006 | Kitt Peak    | Spacewatch          | —         | MPC                           |
| 456460     | 2006 VK128 | 15 nov 2006 | Kitt Peak    | Spacewatch          | —         | MPC                           |
| 456461     | 2006 VW131 | 22 out 2006 | Mount Lemmon | Mount Lemmon Survey | —         | MPC                           |
| 456462     | 2006 VU135 | 15 nov 2006 | Kitt Peak    | Spacewatch          | —         | MPC                           |
| 456463     | 2006 VK136 | 24 ago 2001 | Kitt Peak    | Spacewatch          | —         | MPC                           |
| 456464     | 2006 VS137 | 15 nov 2006 | Kitt Peak    | Spacewatch          | —         | MPC                           |
| 456465     | 2006 VC140 | 15 nov 2006 | Kitt Peak    | Spacewatch          | —         | MPC                           |
| 456466     | 2006 VA170 | 11 nov 2006 | Mount Lemmon | Mount Lemmon Survey | —         | MPC                           |
| 456467     | 2006 WO8   | 16 nov 2006 | Kitt Peak    | Spacewatch          | —         | MPC                           |
| 456468     | 2006 WV14  | 16 nov 2006 | Kitt Peak    | Spacewatch          | —         | MPC                           |
| 456469     | 2006 WO15  | 26 set 2006 | Mount Lemmon | Mount Lemmon Survey | —         | MPC                           |
| 456470     | 2006 WP37  | 3 out 2006  | Mount Lemmon | Mount Lemmon Survey | —         | MPC                           |
| 456471     | 2006 WL40  | 27 set 2006 | Mount Lemmon | Mount Lemmon Survey | —         | MPC                           |
| 456472     | 2006 WM40  | 16 nov 2006 | Kitt Peak    | Spacewatch          | —         | MPC                           |
| 456473     | 2006 WU41  | 2 out 2006  | Mount Lemmon | Mount Lemmon Survey | —         | MPC                           |
| 456474     | 2006 WV59  | 21 out 2006 | Kitt Peak    | Spacewatch          | —         | MPC                           |
| 456475     | 2006 WM60  | 17 nov 2006 | Catalina     | CSS                 | —         | MPC                           |
| 456476     | 2006 WK67  | 17 nov 2006 | Mount Lemmon | Mount Lemmon Survey | Juno      | MPC                           |
| 456477     | 2006 WJ70  | 18 nov 2006 | Kitt Peak    | Spacewatch          | —         | MPC                           |
| 456478     | 2006 WA72  | 18 nov 2006 | Kitt Peak    | Spacewatch          | —         | MPC                           |
| 456479     | 2006 WP78  | 18 nov 2006 | Kitt Peak    | Spacewatch          | —         | MPC                           |
| 456480     | 2006 WU92  | 30 ago 2005 | Kitt Peak    | Spacewatch          | Juno      | MPC                           |
| 456481     | 2006 WJ97  | 19 nov 2006 | Kitt Peak    | Spacewatch          | —         | MPC                           |
| 456482     | 2006 WL99  | 23 out 2006 | Mount Lemmon | Mount Lemmon Survey | —         | MPC                           |
| 456483     | 2006 WW102 | 19 nov 2006 | Kitt Peak    | Spacewatch          | —         | MPC                           |
| 456484     | 2006 WJ114 | 20 nov 2006 | Kitt Peak    | Spacewatch          | —         | MPC                           |
| 456485     | 2006 WG116 | 27 out 2006 | Kitt Peak    | Spacewatch          | —         | MPC                           |
| 456486     | 2006 WJ124 | 22 nov 2006 | Mount Lemmon | Mount Lemmon Survey | —         | MPC                           |
| 456487     | 2006 WT132 | 10 nov 2006 | Kitt Peak    | Spacewatch          | —         | MPC                           |
| 456488     | 2006 WM138 | 19 nov 2006 | Socorro      | LINEAR              | —         | MPC                           |
| 456489     | 2006 WE139 | 30 out 2006 | Catalina     | CSS                 | —         | MPC                           |
| 456490     | 2006 WS140 | 20 nov 2006 | Kitt Peak    | Spacewatch          | —         | MPC                           |
| 456491     | 2006 WJ148 | 15 nov 2006 | Catalina     | CSS                 | —         | MPC                           |
| 456492     | 2006 WF151 | 21 nov 2006 | Mount Lemmon | Mount Lemmon Survey | —         | MPC                           |
| 456493     | 2006 WA154 | 22 nov 2006 | Mount Lemmon | Mount Lemmon Survey | —         | MPC                           |
| 456494     | 2006 WG160 | 22 nov 2006 | Mount Lemmon | Mount Lemmon Survey | Phocaea   | MPC                           |
| 456495     | 2006 WR164 | 1 nov 2006  | Mount Lemmon | Mount Lemmon Survey | —         | MPC                           |
| 456496     | 2006 WH180 | 24 nov 2006 | Mount Lemmon | Mount Lemmon Survey | —         | MPC                           |
| 456497     | 2006 WQ180 | 24 nov 2006 | Mount Lemmon | Mount Lemmon Survey | —         | MPC                           |
| 456498     | 2006 WS181 | 24 nov 2006 | Mount Lemmon | Mount Lemmon Survey | —         | MPC                           |
| 456499     | 2006 WW183 | 2 nov 2006  | Mount Lemmon | Mount Lemmon Survey | —         | MPC                           |
| 456500     | 2006 WX191 | 31 out 2006 | Mount Lemmon | Mount Lemmon Survey | Phocaea   | MPC                           |

## 456501–456600
| Designação | Designação | Descoberta  | Descoberta    | Descobridor(es)     | Categoria | Mais informações / Referência |
| Permanente | Provisória | Data        | Local         | Descobridor(es)     | Categoria | Mais informações / Referência |
| ---------- | ---------- | ----------- | ------------- | ------------------- | --------- | ----------------------------- |
| 456501     | 2006 WB199 | 17 nov 2006 | Mount Lemmon  | Mount Lemmon Survey | —         | MPC                           |
| 456502     | 2006 WH199 | 16 nov 2006 | Kitt Peak     | Spacewatch          | —         | MPC                           |
| 456503     | 2006 WY201 | 25 nov 2006 | Mount Lemmon  | Mount Lemmon Survey | —         | MPC                           |
| 456504     | 2006 WR202 | 18 nov 2006 | Kitt Peak     | Spacewatch          | —         | MPC                           |
| 456505     | 2006 XK12  | 10 dez 2006 | Kitt Peak     | Spacewatch          | Iannini   | MPC                           |
| 456506     | 2006 XK24  | 12 dez 2006 | Kitt Peak     | Spacewatch          | Phocaea   | MPC                           |
| 456507     | 2006 XG29  | 13 dez 2006 | Mount Lemmon  | Mount Lemmon Survey | —         | MPC                           |
| 456508     | 2006 XV29  | 13 dez 2006 | Mount Lemmon  | Mount Lemmon Survey | —         | MPC                           |
| 456509     | 2006 XJ39  | 11 dez 2006 | Kitt Peak     | Spacewatch          | —         | MPC                           |
| 456510     | 2006 XW40  | 19 nov 2006 | Catalina      | CSS                 | —         | MPC                           |
| 456511     | 2006 XA53  | 14 dez 2006 | Mount Lemmon  | Mount Lemmon Survey | —         | MPC                           |
| 456512     | 2006 XX62  | 25 nov 2006 | Mount Lemmon  | Mount Lemmon Survey | —         | MPC                           |
| 456513     | 2006 XR64  | 12 dez 2006 | Palomar       | NEAT                | —         | MPC                           |
| 456514     | 2006 XD72  | 1 dez 2006  | Mount Lemmon  | Mount Lemmon Survey | —         | MPC                           |
| 456515     | 2006 XM73  | 15 dez 2006 | Kitt Peak     | Spacewatch          | —         | MPC                           |
| 456516     | 2006 YJ12  | 27 nov 2006 | Mount Lemmon  | Mount Lemmon Survey | Eos       | MPC                           |
| 456517     | 2006 YG19  | 24 dez 2006 | Mount Lemmon  | Mount Lemmon Survey | Phocaea   | MPC                           |
| 456518     | 2006 YT21  | 21 out 2006 | Kitt Peak     | Spacewatch          | —         | MPC                           |
| 456519     | 2006 YL32  | 21 dez 2006 | Kitt Peak     | Spacewatch          | —         | MPC                           |
| 456520     | 2006 YP32  | 31 ago 2005 | Anderson Mesa | LONEOS              | —         | MPC                           |
| 456521     | 2006 YS33  | 15 dez 2006 | Kitt Peak     | Spacewatch          | —         | MPC                           |
| 456522     | 2006 YE41  | 29 ago 2005 | Kitt Peak     | Spacewatch          | —         | MPC                           |
| 456523     | 2006 YX44  | 16 dez 2006 | Catalina      | CSS                 | —         | MPC                           |
| 456524     | 2006 YC45  | 17 nov 2006 | Mount Lemmon  | Mount Lemmon Survey | —         | MPC                           |
| 456525     | 2006 YR53  | 26 dez 2006 | Kitt Peak     | Spacewatch          | —         | MPC                           |
| 456526     | 2006 YC54  | 27 dez 2006 | Mount Lemmon  | Mount Lemmon Survey | —         | MPC                           |
| 456527     | 2006 YK54  | 20 dez 2006 | Mount Lemmon  | Mount Lemmon Survey | —         | MPC                           |
| 456528     | 2007 AP1   | 24 dez 2006 | Kitt Peak     | Spacewatch          | —         | MPC                           |
| 456529     | 2007 AL20  | 10 jan 2007 | Kitt Peak     | Spacewatch          | —         | MPC                           |
| 456530     | 2007 AV23  | 28 nov 2006 | Mount Lemmon  | Mount Lemmon Survey | —         | MPC                           |
| 456531     | 2007 AC25  | 25 nov 2006 | Mount Lemmon  | Mount Lemmon Survey | —         | MPC                           |
| 456532     | 2007 AX27  | 28 nov 2006 | Mount Lemmon  | Mount Lemmon Survey | —         | MPC                           |
| 456533     | 2007 AS28  | 9 jan 2007  | Kitt Peak     | Spacewatch          | —         | MPC                           |
| 456534     | 2007 AG29  | 10 jan 2007 | Mount Lemmon  | Mount Lemmon Survey | —         | MPC                           |
| 456535     | 2007 AJ30  | 10 jan 2007 | Mount Lemmon  | Mount Lemmon Survey | —         | MPC                           |
| 456536     | 2007 BA    | 16 jan 2007 | Catalina      | CSS                 | —         | MPC                           |
| 456537     | 2007 BG    | 18 jan 2007 | Siding Spring | SSS                 | —         | MPC                           |
| 456538     | 2007 BX1   | 13 dez 2006 | Kitt Peak     | Spacewatch          | —         | MPC                           |
| 456539     | 2007 BR2   | 9 jan 2007  | Kitt Peak     | Spacewatch          | Phocaea   | MPC                           |
| 456540     | 2007 BA6   | 17 jan 2007 | Palomar       | NEAT                | —         | MPC                           |
| 456541     | 2007 BN9   | 15 nov 2006 | Mount Lemmon  | Mount Lemmon Survey | —         | MPC                           |
| 456542     | 2007 BK10  | 17 jan 2007 | Kitt Peak     | Spacewatch          | —         | MPC                           |
| 456543     | 2007 BG12  | 17 jan 2007 | Kitt Peak     | Spacewatch          | —         | MPC                           |
| 456544     | 2007 BE18  | 10 jan 2007 | Catalina      | CSS                 | —         | MPC                           |
| 456545     | 2007 BG18  | 9 jan 2007  | Kitt Peak     | Spacewatch          | —         | MPC                           |
| 456546     | 2007 BX24  | 9 jan 2007  | Mount Lemmon  | Mount Lemmon Survey | —         | MPC                           |
| 456547     | 2007 BX27  | 24 jan 2007 | Mount Lemmon  | Mount Lemmon Survey | —         | MPC                           |
| 456548     | 2007 BC42  | 9 jan 2007  | Kitt Peak     | Spacewatch          | —         | MPC                           |
| 456549     | 2007 BS47  | 17 jan 2007 | Kitt Peak     | Spacewatch          | —         | MPC                           |
| 456550     | 2007 BP53  | 17 jan 2007 | Kitt Peak     | Spacewatch          | —         | MPC                           |
| 456551     | 2007 BL55  | 17 nov 2006 | Mount Lemmon  | Mount Lemmon Survey | —         | MPC                           |
| 456552     | 2007 BF57  | 24 jan 2007 | Socorro       | LINEAR              | —         | MPC                           |
| 456553     | 2007 BS58  | 24 dez 2006 | Mount Lemmon  | Mount Lemmon Survey | —         | MPC                           |
| 456554     | 2007 BV61  | 27 jan 2007 | Mount Lemmon  | Mount Lemmon Survey | —         | MPC                           |
| 456555     | 2007 BJ62  | 27 jan 2007 | Catalina      | CSS                 | —         | MPC                           |
| 456556     | 2007 BU76  | 21 dez 2006 | Mount Lemmon  | Mount Lemmon Survey | —         | MPC                           |
| 456557     | 2007 BW77  | 17 jan 2007 | Kitt Peak     | Spacewatch          | —         | MPC                           |
| 456558     | 2007 BE100 | 17 jan 2007 | Kitt Peak     | Spacewatch          | —         | MPC                           |
| 456559     | 2007 BC101 | 27 jan 2007 | Mount Lemmon  | Mount Lemmon Survey | —         | MPC                           |
| 456560     | 2007 CT1   | 8 jan 2007  | Kitt Peak     | Spacewatch          | —         | MPC                           |
| 456561     | 2007 CE6   | 6 fev 2007  | Kitt Peak     | Spacewatch          | —         | MPC                           |
| 456562     | 2007 CX6   | 6 fev 2007  | Kitt Peak     | Spacewatch          | Phocaea   | MPC                           |
| 456563     | 2007 CO16  | 7 fev 2007  | Mount Lemmon  | Mount Lemmon Survey | —         | MPC                           |
| 456564     | 2007 CQ16  | 8 jan 2007  | Mount Lemmon  | Mount Lemmon Survey | —         | MPC                           |
| 456565     | 2007 CH20  | 6 fev 2007  | Mount Lemmon  | Mount Lemmon Survey | —         | MPC                           |
| 456566     | 2007 CC21  | 21 dez 2006 | Mount Lemmon  | Mount Lemmon Survey | —         | MPC                           |
| 456567     | 2007 CN30  | 25 jan 2007 | Kitt Peak     | Spacewatch          | —         | MPC                           |
| 456568     | 2007 CD32  | 1 out 2005  | Kitt Peak     | Spacewatch          | —         | MPC                           |
| 456569     | 2007 CH33  | 27 jan 2007 | Kitt Peak     | Spacewatch          | —         | MPC                           |
| 456570     | 2007 CO44  | 25 jan 2007 | Kitt Peak     | Spacewatch          | —         | MPC                           |
| 456571     | 2007 DY3   | 16 fev 2007 | Mount Lemmon  | Mount Lemmon Survey | —         | MPC                           |
| 456572     | 2007 DB13  | 17 jan 2007 | Kitt Peak     | Spacewatch          | —         | MPC                           |
| 456573     | 2007 DQ16  | 17 fev 2007 | Kitt Peak     | Spacewatch          | —         | MPC                           |
| 456574     | 2007 DV16  | 17 fev 2007 | Kitt Peak     | Spacewatch          | —         | MPC                           |
| 456575     | 2007 DW18  | 17 fev 2007 | Kitt Peak     | Spacewatch          | —         | MPC                           |
| 456576     | 2007 DV20  | 17 fev 2007 | Kitt Peak     | Spacewatch          | —         | MPC                           |
| 456577     | 2007 DZ21  | 17 fev 2007 | Kitt Peak     | Spacewatch          | —         | MPC                           |
| 456578     | 2007 DL27  | 17 fev 2007 | Kitt Peak     | Spacewatch          | —         | MPC                           |
| 456579     | 2007 DK28  | 17 fev 2007 | Kitt Peak     | Spacewatch          | —         | MPC                           |
| 456580     | 2007 DF32  | 27 dez 2006 | Mount Lemmon  | Mount Lemmon Survey | —         | MPC                           |
| 456581     | 2007 DG33  | 17 fev 2007 | Kitt Peak     | Spacewatch          | —         | MPC                           |
| 456582     | 2007 DU34  | 17 fev 2007 | Kitt Peak     | Spacewatch          | —         | MPC                           |
| 456583     | 2007 DJ39  | 17 fev 2007 | Kitt Peak     | Spacewatch          | —         | MPC                           |
| 456584     | 2007 DC50  | 16 fev 2007 | Catalina      | CSS                 | —         | MPC                           |
| 456585     | 2007 DK51  | 17 fev 2007 | Socorro       | LINEAR              | —         | MPC                           |
| 456586     | 2007 DL55  | 21 fev 2007 | Kitt Peak     | Spacewatch          | —         | MPC                           |
| 456587     | 2007 DU58  | 9 fev 2007  | Kitt Peak     | Spacewatch          | —         | MPC                           |
| 456588     | 2007 DH60  | 17 fev 2007 | Catalina      | CSS                 | —         | MPC                           |
| 456589     | 2007 DN60  | 22 fev 2007 | Anderson Mesa | LONEOS              | Phocaea   | MPC                           |
| 456590     | 2007 DD93  | 17 jan 2007 | Mount Lemmon  | Mount Lemmon Survey | —         | MPC                           |
| 456591     | 2007 DO103 | 9 fev 2007  | Kitt Peak     | Spacewatch          | —         | MPC                           |
| 456592     | 2007 ES12  | 21 fev 2007 | Mount Lemmon  | Mount Lemmon Survey | —         | MPC                           |
| 456593     | 2007 EX14  | 9 mar 2007  | Mount Lemmon  | Mount Lemmon Survey | —         | MPC                           |
| 456594     | 2007 EB25  | 10 mar 2007 | Mount Lemmon  | Mount Lemmon Survey | —         | MPC                           |
| 456595     | 2007 EJ41  | 17 fev 2007 | Mount Lemmon  | Mount Lemmon Survey | —         | MPC                           |
| 456596     | 2007 EO75  | 10 mar 2007 | Kitt Peak     | Spacewatch          | —         | MPC                           |
| 456597     | 2007 EF82  | 11 mar 2007 | Anderson Mesa | LONEOS              | —         | MPC                           |
| 456598     | 2007 EQ104 | 11 mar 2007 | Mount Lemmon  | Mount Lemmon Survey | —         | MPC                           |
| 456599     | 2007 ET138 | 27 jan 2007 | Mount Lemmon  | Mount Lemmon Survey | —         | MPC                           |
| 456600     | 2007 ED146 | 12 mar 2007 | Mount Lemmon  | Mount Lemmon Survey | —         | MPC                           |

## 456601–456700
| Designação             | Designação | Descoberta  | Descoberta    | Descobridor(es)       | Categoria | Mais informações / Referência |
| Permanente             | Provisória | Data        | Local         | Descobridor(es)       | Categoria | Mais informações / Referência |
| ---------------------- | ---------- | ----------- | ------------- | --------------------- | --------- | ----------------------------- |
| 456601                 | 2007 EE146 | 12 mar 2007 | Mount Lemmon  | Mount Lemmon Survey   | —         | MPC                           |
| 456602                 | 2007 EY155 | 12 mar 2007 | Kitt Peak     | Spacewatch            | —         | MPC                           |
| 456603                 | 2007 EB157 | 12 mar 2007 | Kitt Peak     | Spacewatch            | —         | MPC                           |
| 456604                 | 2007 EK161 | 15 mar 2007 | Kitt Peak     | Spacewatch            | —         | MPC                           |
| 456605                 | 2007 ER188 | 23 fev 2007 | Kitt Peak     | Spacewatch            | —         | MPC                           |
| 456606                 | 2007 EV217 | 13 mar 2007 | Kitt Peak     | Spacewatch            | —         | MPC                           |
| 456607                 | 2007 ET218 | 11 mar 2007 | Catalina      | CSS                   | —         | MPC                           |
| 456608                 | 2007 FU7   | 9 mar 2007  | Kitt Peak     | Spacewatch            | —         | MPC                           |
| 456609                 | 2007 FR35  | 16 mar 2007 | Catalina      | CSS                   | —         | MPC                           |
| 456610                 | 2007 FL42  | 28 mar 2007 | Socorro       | LINEAR                | —         | MPC                           |
| 456611                 | 2007 GV11  | 11 mar 2007 | Kitt Peak     | Spacewatch            | —         | MPC                           |
| 456612                 | 2007 GD14  | 11 abr 2007 | Kitt Peak     | Spacewatch            | —         | MPC                           |
| 456613                 | 2007 GE36  | 16 mar 2007 | Mount Lemmon  | Mount Lemmon Survey   | —         | MPC                           |
| 456614                 | 2007 GP39  | 14 abr 2007 | Kitt Peak     | Spacewatch            | —         | MPC                           |
| 456615                 | 2007 GQ60  | 15 abr 2007 | Kitt Peak     | Spacewatch            | —         | MPC                           |
| 456616                 | 2007 GB71  | 26 mar 2007 | Kitt Peak     | Spacewatch            | —         | MPC                           |
| 456617                 | 2007 GK77  | 14 abr 2007 | Kitt Peak     | Spacewatch            | —         | MPC                           |
| 456618                 | 2007 HB    | 16 abr 2007 | Mount Lemmon  | Mount Lemmon Survey   | —         | MPC                           |
| 456619                 | 2007 HU3   | 16 abr 2007 | Catalina      | CSS                   | —         | MPC                           |
| 456620                 | 2007 HQ40  | 20 abr 2007 | Kitt Peak     | Spacewatch            | —         | MPC                           |
| 456621                 | 2007 HE41  | 20 abr 2007 | Mount Lemmon  | Mount Lemmon Survey   | —         | MPC                           |
| 456622                 | 2007 HW41  | 25 mar 2007 | Mount Lemmon  | Mount Lemmon Survey   | —         | MPC                           |
| 456623                 | 2007 HU74  | 14 abr 2007 | Kitt Peak     | Spacewatch            | —         | MPC                           |
| 456624                 | 2007 HS95  | 18 abr 2007 | Mount Lemmon  | Mount Lemmon Survey   | —         | MPC                           |
| 456625                 | 2007 JR19  | 11 abr 2007 | Kitt Peak     | Spacewatch            | —         | MPC                           |
| 456626                 | 2007 JL25  | 9 mai 2007  | Kitt Peak     | Spacewatch            | —         | MPC                           |
| 456627 Cristianmartins | 2007 KE7   | 21 mai 2007 | Antares       | ARO                   | —         | MPC                           |
| 456628                 | 2007 LG16  | 10 jun 2007 | Kitt Peak     | Spacewatch            | Brangane  | MPC                           |
| 456629                 | 2007 LK19  | 24 abr 2007 | Mount Lemmon  | Mount Lemmon Survey   | —         | MPC                           |
| 456630                 | 2007 LP33  | 10 jun 2007 | Catalina      | CSS                   | —         | MPC                           |
| 456631                 | 2007 PN11  | 9 ago 2007  | Socorro       | LINEAR                | —         | MPC                           |
| 456632                 | 2007 PJ15  | 8 ago 2007  | Socorro       | LINEAR                | —         | MPC                           |
| 456633                 | 2007 PJ19  | 19 jul 2007 | Mount Lemmon  | Mount Lemmon Survey   | —         | MPC                           |
| 456634                 | 2007 PE25  | 10 ago 2007 | Reedy Creek   | J. Broughton          | —         | MPC                           |
| 456635                 | 2007 PD38  | 13 ago 2007 | Socorro       | LINEAR                | —         | MPC                           |
| 456636                 | 2007 PN45  | 7 abr 2006  | Kitt Peak     | Spacewatch            | —         | MPC                           |
| 456637                 | 2007 PR48  | 10 ago 2007 | Siding Spring | SSS                   | —         | MPC                           |
| 456638                 | 2007 QN6   | 21 ago 2007 | Anderson Mesa | LONEOS                | —         | MPC                           |
| 456639                 | 2007 QP6   | 9 ago 2007  | Socorro       | LINEAR                | Mitidika  | MPC                           |
| 456640                 | 2007 QJ9   | 22 ago 2007 | Socorro       | LINEAR                | —         | MPC                           |
| 456641                 | 2007 QL9   | 22 ago 2007 | Socorro       | LINEAR                | —         | MPC                           |
| 456642                 | 2007 QM13  | 24 ago 2007 | Kitt Peak     | Spacewatch            | —         | MPC                           |
| 456643                 | 2007 QC15  | 23 ago 2007 | Kitt Peak     | Spacewatch            | —         | MPC                           |
| 456644                 | 2007 QL17  | 24 ago 2007 | Kitt Peak     | Spacewatch            | —         | MPC                           |
| 456645                 | 2007 RJ4   | 3 set 2007  | Catalina      | CSS                   | —         | MPC                           |
| 456646                 | 2007 RJ5   | 2 set 2007  | Siding Spring | K. Sárneczky, L. Kiss | —         | MPC                           |
| 456647                 | 2007 RH15  | 12 set 2007 | Dauban        | Chante-Perdrix Obs.   | —         | MPC                           |
| 456648                 | 2007 RK18  | 11 set 2007 | Kitt Peak     | Spacewatch            | —         | MPC                           |
| 456649                 | 2007 RU18  | 12 set 2007 | Dauban        | Chante-Perdrix Obs.   | —         | MPC                           |
| 456650                 | 2007 RY18  | 13 set 2007 | Dauban        | Chante-Perdrix Obs.   | —         | MPC                           |
| 456651                 | 2007 RT19  | 14 set 2007 | Socorro       | LINEAR                | —         | MPC                           |
| 456652                 | 2007 RA21  | 9 ago 2007  | Socorro       | LINEAR                | Mitidika  | MPC                           |
| 456653                 | 2007 RB21  | 10 ago 2007 | Kitt Peak     | Spacewatch            | —         | MPC                           |
| 456654                 | 2007 RV22  | 3 set 2007  | Catalina      | CSS                   | —         | MPC                           |
| 456655                 | 2007 RY23  | 21 ago 2007 | Anderson Mesa | LONEOS                | —         | MPC                           |
| 456656                 | 2007 RF33  | 5 set 2007  | Catalina      | CSS                   | —         | MPC                           |
| 456657                 | 2007 RO33  | 5 set 2007  | Catalina      | CSS                   | Erigone   | MPC                           |
| 456658                 | 2007 RF37  | 8 set 2007  | Anderson Mesa | LONEOS                | Mitidika  | MPC                           |
| 456659                 | 2007 RL37  | 8 set 2007  | Anderson Mesa | LONEOS                | —         | MPC                           |
| 456660                 | 2007 RN38  | 11 ago 2007 | Socorro       | LINEAR                | —         | MPC                           |
| 456661                 | 2007 RD54  | 9 set 2007  | Kitt Peak     | Spacewatch            | —         | MPC                           |
| 456662                 | 2007 RF55  | 9 set 2007  | Kitt Peak     | Spacewatch            | —         | MPC                           |
| 456663                 | 2007 RJ55  | 9 set 2007  | Anderson Mesa | LONEOS                | —         | MPC                           |
| 456664                 | 2007 RQ55  | 9 set 2007  | Kitt Peak     | Spacewatch            | —         | MPC                           |
| 456665                 | 2007 RH59  | 10 set 2007 | Kitt Peak     | Spacewatch            | —         | MPC                           |
| 456666                 | 2007 RO60  | 10 set 2007 | Catalina      | CSS                   | —         | MPC                           |
| 456667                 | 2007 RK66  | 10 ago 2007 | Kitt Peak     | Spacewatch            | —         | MPC                           |
| 456668                 | 2007 RX76  | 10 set 2007 | Mount Lemmon  | Mount Lemmon Survey   | —         | MPC                           |
| 456669                 | 2007 RJ78  | 10 set 2007 | Mount Lemmon  | Mount Lemmon Survey   | —         | MPC                           |
| 456670                 | 2007 RH80  | 10 set 2007 | Catalina      | CSS                   | —         | MPC                           |
| 456671                 | 2007 RK82  | 10 set 2007 | Mount Lemmon  | Mount Lemmon Survey   | —         | MPC                           |
| 456672                 | 2007 RM82  | 24 ago 2007 | Kitt Peak     | Spacewatch            | —         | MPC                           |
| 456673                 | 2007 RG91  | 10 set 2007 | Mount Lemmon  | Mount Lemmon Survey   | —         | MPC                           |
| 456674                 | 2007 RF98  | 10 set 2007 | Kitt Peak     | Spacewatch            | —         | MPC                           |
| 456675                 | 2007 RG112 | 11 set 2007 | Kitt Peak     | Spacewatch            | —         | MPC                           |
| 456676                 | 2007 RM112 | 11 set 2007 | Mount Lemmon  | Mount Lemmon Survey   | —         | MPC                           |
| 456677 Yepeijian       | 2007 RM119 | 11 set 2007 | XuYi          | PMO NEO               | —         | MPC                           |
| 456678                 | 2007 RF124 | 18 jul 2007 | Mount Lemmon  | Mount Lemmon Survey   | —         | MPC                           |
| 456679                 | 2007 RX126 | 12 set 2007 | Mount Lemmon  | Mount Lemmon Survey   | Mitidika  | MPC                           |
| 456680                 | 2007 RK134 | 11 set 2007 | XuYi          | PMO NEO               | —         | MPC                           |
| 456681                 | 2007 RO134 | 8 set 2007  | Anderson Mesa | LONEOS                | —         | MPC                           |
| 456682                 | 2007 RV139 | 13 set 2007 | Socorro       | LINEAR                | —         | MPC                           |
| 456683                 | 2007 RP151 | 13 ago 2007 | Socorro       | LINEAR                | —         | MPC                           |
| 456684                 | 2007 RL156 | 24 ago 2007 | Kitt Peak     | Spacewatch            | —         | MPC                           |
| 456685                 | 2007 RZ156 | 23 ago 2007 | Kitt Peak     | Spacewatch            | —         | MPC                           |
| 456686                 | 2007 RD158 | 12 set 2007 | Catalina      | CSS                   | —         | MPC                           |
| 456687                 | 2007 RQ163 | 10 set 2007 | Kitt Peak     | Spacewatch            | —         | MPC                           |
| 456688                 | 2007 RR163 | 10 set 2007 | Kitt Peak     | Spacewatch            | —         | MPC                           |
| 456689                 | 2007 RU165 | 10 set 2007 | Kitt Peak     | Spacewatch            | —         | MPC                           |
| 456690                 | 2007 RY165 | 10 set 2007 | Kitt Peak     | Spacewatch            | —         | MPC                           |
| 456691                 | 2007 RE195 | 12 set 2007 | Kitt Peak     | Spacewatch            | —         | MPC                           |
| 456692                 | 2007 RJ206 | 10 set 2007 | Kitt Peak     | Spacewatch            | —         | MPC                           |
| 456693                 | 2007 RM207 | 10 set 2007 | Kitt Peak     | Spacewatch            | —         | MPC                           |
| 456694                 | 2007 RB210 | 10 set 2007 | Kitt Peak     | Spacewatch            | —         | MPC                           |
| 456695                 | 2007 RT212 | 18 ago 2007 | XuYi          | PMO NEO               | —         | MPC                           |
| 456696                 | 2007 RK213 | 23 ago 2007 | Kitt Peak     | Spacewatch            | Mitidika  | MPC                           |
| 456697                 | 2007 RO219 | 5 set 2007  | Catalina      | CSS                   | —         | MPC                           |
| 456698                 | 2007 RT223 | 8 set 2007  | Mount Lemmon  | Mount Lemmon Survey   | —         | MPC                           |
| 456699                 | 2007 RL234 | 12 set 2007 | Catalina      | CSS                   | Erigone   | MPC                           |
| 456700                 | 2007 RU240 | 4 set 2007  | Catalina      | CSS                   | —         | MPC                           |

## 456701–456800
| Designação          | Designação | Descoberta  | Descoberta      | Descobridor(es)     | Categoria | Mais informações / Referência |
| Permanente          | Provisória | Data        | Local           | Descobridor(es)     | Categoria | Mais informações / Referência |
| ------------------- | ---------- | ----------- | --------------- | ------------------- | --------- | ----------------------------- |
| 456701              | 2007 RV241 | 13 set 2007 | Socorro         | LINEAR              | —         | MPC                           |
| 456702              | 2007 RL244 | 11 set 2007 | Kitt Peak       | Spacewatch          | —         | MPC                           |
| 456703              | 2007 RM244 | 11 set 2007 | Kitt Peak       | Spacewatch          | Mitidika  | MPC                           |
| 456704              | 2007 RY244 | 11 set 2007 | Kitt Peak       | Spacewatch          | —         | MPC                           |
| 456705              | 2007 RZ251 | 13 set 2007 | Kitt Peak       | Spacewatch          | —         | MPC                           |
| 456706              | 2007 RF253 | 13 set 2007 | Mount Lemmon    | Mount Lemmon Survey | —         | MPC                           |
| 456707              | 2007 RV265 | 18 jul 2007 | Mount Lemmon    | Mount Lemmon Survey | —         | MPC                           |
| 456708              | 2007 RL273 | 15 set 2007 | Kitt Peak       | Spacewatch          | —         | MPC                           |
| 456709              | 2007 RV286 | 4 set 2007  | Mount Lemmon    | Mount Lemmon Survey | Mitidika  | MPC                           |
| 456710              | 2007 RX287 | 10 set 2007 | Kitt Peak       | Spacewatch          | —         | MPC                           |
| 456711              | 2007 RG289 | 11 set 2007 | Purple Mountain | PMO NEO             | —         | MPC                           |
| 456712              | 2007 RD290 | 3 set 2007  | Catalina        | CSS                 | —         | MPC                           |
| 456713              | 2007 RU290 | 11 set 2007 | Kitt Peak       | Spacewatch          | Erigone   | MPC                           |
| 456714              | 2007 RF292 | 12 set 2007 | Mount Lemmon    | Mount Lemmon Survey | Mitidika  | MPC                           |
| 456715              | 2007 RG292 | 12 set 2007 | Mount Lemmon    | Mount Lemmon Survey | —         | MPC                           |
| 456716              | 2007 RY293 | 13 set 2007 | Mount Lemmon    | Mount Lemmon Survey | —         | MPC                           |
| 456717              | 2007 RV295 | 14 set 2007 | Kitt Peak       | Spacewatch          | —         | MPC                           |
| 456718              | 2007 RP298 | 10 set 2007 | Kitt Peak       | Spacewatch          | —         | MPC                           |
| 456719              | 2007 RL301 | 13 set 2007 | Kitt Peak       | Spacewatch          | —         | MPC                           |
| 456720              | 2007 RY316 | 9 set 2007  | Kitt Peak       | Spacewatch          | Flora     | MPC                           |
| 456721              | 2007 RK318 | 11 set 2007 | Kitt Peak       | Spacewatch          | Mitidika  | MPC                           |
| 456722              | 2007 RK322 | 12 set 2007 | Catalina        | CSS                 | —         | MPC                           |
| 456723              | 2007 RK323 | 15 set 2007 | Kitt Peak       | Spacewatch          | —         | MPC                           |
| 456724              | 2007 SZ5   | 21 set 2007 | Socorro         | LINEAR              | —         | MPC                           |
| 456725              | 2007 SF7   | 11 set 2007 | Kitt Peak       | Spacewatch          | —         | MPC                           |
| 456726              | 2007 SO7   | 18 set 2007 | Kitt Peak       | Spacewatch          | —         | MPC                           |
| 456727              | 2007 SY13  | 20 set 2007 | Catalina        | CSS                 | —         | MPC                           |
| 456728              | 2007 SA14  | 20 set 2007 | Catalina        | CSS                 | —         | MPC                           |
| 456729              | 2007 SC16  | 10 set 2007 | Catalina        | CSS                 | —         | MPC                           |
| 456730              | 2007 SQ22  | 19 set 2007 | Socorro         | LINEAR              | Mitidika  | MPC                           |
| 456731 Uligrözinger | 2007 TL8   | 8 out 2007  | Heidelberg      | F. Hormuth          | —         | MPC                           |
| 456732              | 2007 TP9   | 9 set 2007  | Mount Lemmon    | Mount Lemmon Survey | —         | MPC                           |
| 456733              | 2007 TD12  | 6 out 2007  | Socorro         | LINEAR              | —         | MPC                           |
| 456734              | 2007 TZ12  | 6 out 2007  | Socorro         | LINEAR              | —         | MPC                           |
| 456735              | 2007 TA14  | 7 out 2007  | Socorro         | LINEAR              | —         | MPC                           |
| 456736              | 2007 TG14  | 14 set 2007 | Mount Lemmon    | Mount Lemmon Survey | —         | MPC                           |
| 456737              | 2007 TU15  | 5 out 2007  | Kitt Peak       | Spacewatch          | —         | MPC                           |
| 456738              | 2007 TX17  | 25 set 2007 | Mount Lemmon    | Mount Lemmon Survey | —         | MPC                           |
| 456739              | 2007 TR21  | 12 set 2007 | Catalina        | CSS                 | —         | MPC                           |
| 456740              | 2007 TF23  | 5 set 2007  | Mount Lemmon    | Mount Lemmon Survey | —         | MPC                           |
| 456741              | 2007 TV25  | 4 out 2007  | Kitt Peak       | Spacewatch          | Juno      | MPC                           |
| 456742              | 2007 TU26  | 11 set 2007 | Mount Lemmon    | Mount Lemmon Survey | —         | MPC                           |
| 456743              | 2007 TS28  | 4 out 2007  | Kitt Peak       | Spacewatch          | Mitidika  | MPC                           |
| 456744              | 2007 TG29  | 4 out 2007  | Kitt Peak       | Spacewatch          | —         | MPC                           |
| 456745              | 2007 TA35  | 6 out 2007  | Kitt Peak       | Spacewatch          | —         | MPC                           |
| 456746              | 2007 TM43  | 18 set 2007 | Mount Lemmon    | Mount Lemmon Survey | —         | MPC                           |
| 456747              | 2007 TF46  | 7 out 2007  | Kitt Peak       | Spacewatch          | —         | MPC                           |
| 456748              | 2007 TA51  | 14 set 2007 | Mount Lemmon    | Mount Lemmon Survey | —         | MPC                           |
| 456749              | 2007 TN52  | 8 set 2007  | Mount Lemmon    | Mount Lemmon Survey | —         | MPC                           |
| 456750              | 2007 TM56  | 4 out 2007  | Kitt Peak       | Spacewatch          | —         | MPC                           |
| 456751              | 2007 TP58  | 23 ago 2007 | Kitt Peak       | Spacewatch          | —         | MPC                           |
| 456752              | 2007 TF73  | 8 out 2007  | Kitt Peak       | Spacewatch          | —         | MPC                           |
| 456753              | 2007 TY79  | 7 out 2007  | Mount Lemmon    | Mount Lemmon Survey | —         | MPC                           |
| 456754              | 2007 TQ80  | 7 out 2007  | Catalina        | CSS                 | —         | MPC                           |
| 456755              | 2007 TJ81  | 5 set 2007  | Mount Lemmon    | Mount Lemmon Survey | —         | MPC                           |
| 456756              | 2007 TX84  | 25 set 2007 | Mount Lemmon    | Mount Lemmon Survey | —         | MPC                           |
| 456757              | 2007 TZ91  | 10 set 2007 | Kitt Peak       | Spacewatch          | —         | MPC                           |
| 456758              | 2007 TP93  | 6 out 2007  | Kitt Peak       | Spacewatch          | Mitidika  | MPC                           |
| 456759              | 2007 TX93  | 12 set 2007 | Mount Lemmon    | Mount Lemmon Survey | —         | MPC                           |
| 456760              | 2007 TU94  | 7 out 2007  | Catalina        | CSS                 | —         | MPC                           |
| 456761              | 2007 TO98  | 8 out 2007  | Mount Lemmon    | Mount Lemmon Survey | —         | MPC                           |
| 456762              | 2007 TB99  | 8 out 2007  | Mount Lemmon    | Mount Lemmon Survey | —         | MPC                           |
| 456763              | 2007 TJ103 | 8 out 2007  | Mount Lemmon    | Mount Lemmon Survey | —         | MPC                           |
| 456764              | 2007 TW103 | 8 out 2007  | Mount Lemmon    | Mount Lemmon Survey | —         | MPC                           |
| 456765              | 2007 TL105 | 5 set 2007  | Mount Lemmon    | Mount Lemmon Survey | —         | MPC                           |
| 456766              | 2007 TV107 | 13 set 2007 | Kitt Peak       | Spacewatch          | Pallas    | MPC                           |
| 456767              | 2007 TJ113 | 8 out 2007  | Anderson Mesa   | LONEOS              | —         | MPC                           |
| 456768              | 2007 TO121 | 6 out 2007  | Kitt Peak       | Spacewatch          | —         | MPC                           |
| 456769              | 2007 TW121 | 6 out 2007  | Kitt Peak       | Spacewatch          | —         | MPC                           |
| 456770              | 2007 TC125 | 6 out 2007  | Kitt Peak       | Spacewatch          | Mitidika  | MPC                           |
| 456771              | 2007 TE131 | 7 out 2007  | Mount Lemmon    | Mount Lemmon Survey | —         | MPC                           |
| 456772              | 2007 TW135 | 13 ago 2007 | Socorro         | LINEAR              | —         | MPC                           |
| 456773              | 2007 TQ143 | 6 out 2007  | Socorro         | LINEAR              | —         | MPC                           |
| 456774              | 2007 TW143 | 13 set 2007 | Kitt Peak       | Spacewatch          | —         | MPC                           |
| 456775              | 2007 TY144 | 6 out 2007  | Socorro         | LINEAR              | —         | MPC                           |
| 456776              | 2007 TQ145 | 25 set 2007 | Mount Lemmon    | Mount Lemmon Survey | —         | MPC                           |
| 456777              | 2007 TS155 | 9 out 2007  | Socorro         | LINEAR              | —         | MPC                           |
| 456778              | 2007 TQ157 | 15 set 2007 | Anderson Mesa   | LONEOS              | —         | MPC                           |
| 456779              | 2007 TV162 | 5 out 2007  | Kitt Peak       | Spacewatch          | —         | MPC                           |
| 456780              | 2007 TT169 | 7 out 2007  | Catalina        | CSS                 | —         | MPC                           |
| 456781              | 2007 TY170 | 7 out 2007  | Mount Lemmon    | Mount Lemmon Survey | —         | MPC                           |
| 456782              | 2007 TV171 | 8 out 2007  | Anderson Mesa   | LONEOS              | —         | MPC                           |
| 456783              | 2007 TF174 | 8 set 2007  | Mount Lemmon    | Mount Lemmon Survey | —         | MPC                           |
| 456784              | 2007 TZ174 | 4 out 2007  | Kitt Peak       | Spacewatch          | Juno      | MPC                           |
| 456785              | 2007 TE175 | 4 out 2007  | Kitt Peak       | Spacewatch          | —         | MPC                           |
| 456786              | 2007 TX177 | 12 set 2007 | Mount Lemmon    | Mount Lemmon Survey | —         | MPC                           |
| 456787              | 2007 TB187 | 7 out 2007  | Catalina        | CSS                 | Mitidika  | MPC                           |
| 456788              | 2007 TA195 | 21 set 2003 | Kitt Peak       | Spacewatch          | —         | MPC                           |
| 456789              | 2007 TD200 | 8 out 2007  | Kitt Peak       | Spacewatch          | Mitidika  | MPC                           |
| 456790              | 2007 TK200 | 8 out 2007  | Mount Lemmon    | Mount Lemmon Survey | —         | MPC                           |
| 456791              | 2007 TK204 | 8 out 2007  | Mount Lemmon    | Mount Lemmon Survey | —         | MPC                           |
| 456792              | 2007 TE205 | 8 out 2007  | Mount Lemmon    | Mount Lemmon Survey | —         | MPC                           |
| 456793              | 2007 TH205 | 8 out 2007  | Mount Lemmon    | Mount Lemmon Survey | —         | MPC                           |
| 456794              | 2007 TC210 | 11 set 2007 | Mount Lemmon    | Mount Lemmon Survey | —         | MPC                           |
| 456795              | 2007 TK230 | 8 out 2007  | Kitt Peak       | Spacewatch          | Mitidika  | MPC                           |
| 456796              | 2007 TE236 | 9 out 2007  | Mount Lemmon    | Mount Lemmon Survey | —         | MPC                           |
| 456797              | 2007 TB239 | 10 out 2007 | Mount Lemmon    | Mount Lemmon Survey | —         | MPC                           |
| 456798              | 2007 TL244 | 8 out 2007  | Catalina        | CSS                 | —         | MPC                           |
| 456799              | 2007 TC246 | 9 out 2007  | Catalina        | CSS                 | —         | MPC                           |
| 456800              | 2007 TY247 | 10 out 2007 | Kitt Peak       | Spacewatch          | —         | MPC                           |

## 456801–456900
| Designação | Designação | Descoberta  | Descoberta        | Descobridor(es)                        | Categoria | Mais informações / Referência |
| Permanente | Provisória | Data        | Local             | Descobridor(es)                        | Categoria | Mais informações / Referência |
| ---------- | ---------- | ----------- | ----------------- | -------------------------------------- | --------- | ----------------------------- |
| 456801     | 2007 TA259 | 10 out 2007 | Mount Lemmon      | Mount Lemmon Survey                    | —         | MPC                           |
| 456802     | 2007 TH265 | 1 fev 2005  | Catalina          | CSS                                    | —         | MPC                           |
| 456803     | 2007 TN270 | 5 out 2007  | Kitt Peak         | Spacewatch                             | —         | MPC                           |
| 456804     | 2007 TL291 | 11 set 2007 | Kitt Peak         | Spacewatch                             | —         | MPC                           |
| 456805     | 2007 TZ291 | 13 out 2007 | Catalina          | CSS                                    | Pallas    | MPC                           |
| 456806     | 2007 TZ299 | 12 out 2007 | Kitt Peak         | Spacewatch                             | —         | MPC                           |
| 456807     | 2007 TW304 | 15 set 2007 | Kitt Peak         | Spacewatch                             | —         | MPC                           |
| 456808     | 2007 TS312 | 11 out 2007 | Mount Lemmon      | Mount Lemmon Survey                    | —         | MPC                           |
| 456809     | 2007 TQ351 | 3 set 2007  | Catalina          | CSS                                    | —         | MPC                           |
| 456810     | 2007 TV356 | 12 out 2007 | Kitt Peak         | Spacewatch                             | —         | MPC                           |
| 456811     | 2007 TD357 | 8 set 2007  | Mount Lemmon      | Mount Lemmon Survey                    | —         | MPC                           |
| 456812     | 2007 TS358 | 10 abr 2002 | Socorro           | LINEAR                                 | —         | MPC                           |
| 456813     | 2007 TV363 | 14 out 2007 | Mount Lemmon      | Mount Lemmon Survey                    | —         | MPC                           |
| 456814     | 2007 TP366 | 26 set 2007 | Mount Lemmon      | Mount Lemmon Survey                    | —         | MPC                           |
| 456815     | 2007 TK372 | 13 set 2007 | Mount Lemmon      | Mount Lemmon Survey                    | —         | MPC                           |
| 456816     | 2007 TP375 | 12 set 2007 | Catalina          | CSS                                    | —         | MPC                           |
| 456817     | 2007 TJ377 | 11 out 2007 | Mount Lemmon      | Mount Lemmon Survey                    | —         | MPC                           |
| 456818     | 2007 TN389 | 13 out 2007 | Catalina          | CSS                                    | —         | MPC                           |
| 456819     | 2007 TZ392 | 15 out 2007 | Lulin Observatory | LUSS                                   | —         | MPC                           |
| 456820     | 2007 TA393 | 15 out 2007 | Lulin             | LUSS                                   | —         | MPC                           |
| 456821     | 2007 TO410 | 8 out 2007  | Anderson Mesa     | LONEOS                                 | —         | MPC                           |
| 456822     | 2007 TN412 | 13 set 2007 | Catalina          | CSS                                    | —         | MPC                           |
| 456823     | 2007 TN413 | 25 set 2007 | Mount Lemmon      | Mount Lemmon Survey                    | —         | MPC                           |
| 456824     | 2007 TY418 | 10 out 2007 | Kitt Peak         | Spacewatch                             | —         | MPC                           |
| 456825     | 2007 TW420 | 14 set 2007 | Catalina          | CSS                                    | —         | MPC                           |
| 456826     | 2007 TH422 | 3 out 2007  | Apache Point      | A. C. Becker, A. W. Puckett, J. Kubica | —         | MPC                           |
| 456827     | 2007 TA425 | 8 out 2007  | Kitt Peak         | Spacewatch                             | —         | MPC                           |
| 456828     | 2007 TS425 | 8 out 2007  | Mount Lemmon      | Mount Lemmon Survey                    | —         | MPC                           |
| 456829     | 2007 TE427 | 10 out 2007 | Kitt Peak         | Spacewatch                             | —         | MPC                           |
| 456830     | 2007 TF428 | 10 out 2007 | Mount Lemmon      | Mount Lemmon Survey                    | —         | MPC                           |
| 456831     | 2007 TN433 | 10 out 2007 | Kitt Peak         | Spacewatch                             | —         | MPC                           |
| 456832     | 2007 TA434 | 15 out 2007 | Kitt Peak         | Spacewatch                             | —         | MPC                           |
| 456833     | 2007 TC435 | 9 out 2007  | Mount Lemmon      | Mount Lemmon Survey                    | —         | MPC                           |
| 456834     | 2007 TK435 | 12 out 2007 | Mount Lemmon      | Mount Lemmon Survey                    | —         | MPC                           |
| 456835     | 2007 TP444 | 9 out 2007  | Socorro           | LINEAR                                 | —         | MPC                           |
| 456836     | 2007 TX445 | 8 out 2007  | Catalina          | CSS                                    | —         | MPC                           |
| 456837     | 2007 TK446 | 9 out 2007  | Kitt Peak         | Spacewatch                             | —         | MPC                           |
| 456838     | 2007 UU4   | 9 out 2007  | Socorro           | LINEAR                                 | —         | MPC                           |
| 456839     | 2007 UP11  | 8 out 2007  | XuYi              | PMO NEO                                | —         | MPC                           |
| 456840     | 2007 UC22  | 7 out 2007  | Mount Lemmon      | Mount Lemmon Survey                    | —         | MPC                           |
| 456841     | 2007 UK24  | 16 out 2007 | Kitt Peak         | Spacewatch                             | —         | MPC                           |
| 456842     | 2007 UM25  | 12 out 2007 | Kitt Peak         | Spacewatch                             | Mitidika  | MPC                           |
| 456843     | 2007 UG43  | 6 out 2007  | Kitt Peak         | Spacewatch                             | —         | MPC                           |
| 456844     | 2007 UQ49  | 24 out 2007 | Mount Lemmon      | Mount Lemmon Survey                    | —         | MPC                           |
| 456845     | 2007 UL53  | 30 out 2007 | Kitt Peak         | Spacewatch                             | —         | MPC                           |
| 456846     | 2007 UM53  | 11 out 2007 | Kitt Peak         | Spacewatch                             | Flora     | MPC                           |
| 456847     | 2007 UQ81  | 30 out 2007 | Kitt Peak         | Spacewatch                             | —         | MPC                           |
| 456848     | 2007 UQ82  | 30 out 2007 | Kitt Peak         | Spacewatch                             | —         | MPC                           |
| 456849     | 2007 UD83  | 8 out 2007  | Mount Lemmon      | Mount Lemmon Survey                    | —         | MPC                           |
| 456850     | 2007 UN84  | 30 out 2007 | Kitt Peak         | Spacewatch                             | —         | MPC                           |
| 456851     | 2007 UZ99  | 16 out 2007 | Mount Lemmon      | Mount Lemmon Survey                    | —         | MPC                           |
| 456852     | 2007 UB106 | 31 out 2007 | Kitt Peak         | Spacewatch                             | Mitidika  | MPC                           |
| 456853     | 2007 UE107 | 31 out 2007 | Kitt Peak         | Spacewatch                             | —         | MPC                           |
| 456854     | 2007 UT107 | 12 set 2007 | Mount Lemmon      | Mount Lemmon Survey                    | —         | MPC                           |
| 456855     | 2007 UO123 | 31 out 2007 | Mount Lemmon      | Mount Lemmon Survey                    | —         | MPC                           |
| 456856     | 2007 UY126 | 20 out 2007 | Mount Lemmon      | Mount Lemmon Survey                    | —         | MPC                           |
| 456857     | 2007 UX127 | 24 out 2007 | Mount Lemmon      | Mount Lemmon Survey                    | —         | MPC                           |
| 456858     | 2007 UK137 | 16 out 2007 | Catalina          | CSS                                    | —         | MPC                           |
| 456859     | 2007 UN140 | 17 out 2007 | Mount Lemmon      | Mount Lemmon Survey                    | Meliboea  | MPC                           |
| 456860     | 2007 UG141 | 25 out 2007 | Mount Lemmon      | Mount Lemmon Survey                    | —         | MPC                           |
| 456861     | 2007 VB4   | 21 out 2007 | Kitt Peak         | Spacewatch                             | —         | MPC                           |
| 456862     | 2007 VR4   | 20 set 2007 | Catalina          | CSS                                    | —         | MPC                           |
| 456863     | 2007 VX7   | 4 nov 2007  | Catalina          | CSS                                    | —         | MPC                           |
| 456864     | 2007 VE9   | 2 nov 2007  | Mount Lemmon      | Mount Lemmon Survey                    | —         | MPC                           |
| 456865     | 2007 VF11  | 10 out 2007 | Anderson Mesa     | LONEOS                                 | —         | MPC                           |
| 456866     | 2007 VH13  | 8 set 2007  | Mount Lemmon      | Mount Lemmon Survey                    | Mitidika  | MPC                           |
| 456867     | 2007 VP15  | 8 out 2007  | Mount Lemmon      | Mount Lemmon Survey                    | —         | MPC                           |
| 456868     | 2007 VC39  | 16 out 2007 | Mount Lemmon      | Mount Lemmon Survey                    | —         | MPC                           |
| 456869     | 2007 VR39  | 13 set 2007 | Mount Lemmon      | Mount Lemmon Survey                    | —         | MPC                           |
| 456870     | 2007 VQ42  | 3 nov 2007  | Mount Lemmon      | Mount Lemmon Survey                    | —         | MPC                           |
| 456871     | 2007 VT43  | 1 nov 2007  | Kitt Peak         | Spacewatch                             | —         | MPC                           |
| 456872     | 2007 VO49  | 1 nov 2007  | Kitt Peak         | Spacewatch                             | —         | MPC                           |
| 456873     | 2007 VJ61  | 1 nov 2007  | Kitt Peak         | Spacewatch                             | —         | MPC                           |
| 456874     | 2007 VM68  | 3 nov 2007  | Mount Lemmon      | Mount Lemmon Survey                    | —         | MPC                           |
| 456875     | 2007 VP76  | 15 set 2007 | Mount Lemmon      | Mount Lemmon Survey                    | —         | MPC                           |
| 456876     | 2007 VP78  | 3 nov 2007  | Kitt Peak         | Spacewatch                             | —         | MPC                           |
| 456877     | 2007 VY91  | 7 nov 2007  | Eskridge          | G. Hug                                 | —         | MPC                           |
| 456878     | 2007 VL92  | 2 nov 2007  | Socorro           | LINEAR                                 | —         | MPC                           |
| 456879     | 2007 VX93  | 16 out 2007 | Mount Lemmon      | Mount Lemmon Survey                    | —         | MPC                           |
| 456880     | 2007 VM102 | 2 nov 2007  | Kitt Peak         | Spacewatch                             | —         | MPC                           |
| 456881     | 2007 VP103 | 3 nov 2007  | Kitt Peak         | Spacewatch                             | —         | MPC                           |
| 456882     | 2007 VU104 | 3 nov 2007  | Kitt Peak         | Spacewatch                             | —         | MPC                           |
| 456883     | 2007 VO105 | 3 nov 2007  | Kitt Peak         | Spacewatch                             | Mitidika  | MPC                           |
| 456884     | 2007 VP108 | 3 nov 2007  | Kitt Peak         | Spacewatch                             | —         | MPC                           |
| 456885     | 2007 VZ108 | 3 nov 2007  | Kitt Peak         | Spacewatch                             | —         | MPC                           |
| 456886     | 2007 VY120 | 5 nov 2007  | Kitt Peak         | Spacewatch                             | —         | MPC                           |
| 456887     | 2007 VU122 | 2 fev 2005  | Kitt Peak         | Spacewatch                             | —         | MPC                           |
| 456888     | 2007 VF123 | 13 set 2007 | Mount Lemmon      | Mount Lemmon Survey                    | Mitidika  | MPC                           |
| 456889     | 2007 VP123 | 19 out 2007 | Catalina          | CSS                                    | —         | MPC                           |
| 456890     | 2007 VC131 | 1 nov 2007  | Kitt Peak         | Spacewatch                             | Mitidika  | MPC                           |
| 456891     | 2007 VN144 | 4 nov 2007  | Kitt Peak         | Spacewatch                             | —         | MPC                           |
| 456892     | 2007 VZ147 | 4 nov 2007  | Kitt Peak         | Spacewatch                             | —         | MPC                           |
| 456893     | 2007 VX157 | 20 out 2007 | Mount Lemmon      | Mount Lemmon Survey                    | —         | MPC                           |
| 456894     | 2007 VJ158 | 5 nov 2007  | Kitt Peak         | Spacewatch                             | —         | MPC                           |
| 456895     | 2007 VM176 | 8 out 2007  | Mount Lemmon      | Mount Lemmon Survey                    | —         | MPC                           |
| 456896     | 2007 VX178 | 7 nov 2007  | Mount Lemmon      | Mount Lemmon Survey                    | —         | MPC                           |
| 456897     | 2007 VZ180 | 9 set 2007  | Mount Lemmon      | Mount Lemmon Survey                    | Mitidika  | MPC                           |
| 456898     | 2007 VG184 | 11 nov 2007 | Siding Spring     | SSS                                    | —         | MPC                           |
| 456899     | 2007 VV185 | 5 nov 2007  | XuYi              | PMO NEO                                | —         | MPC                           |
| 456900     | 2007 VW188 | 23 out 2001 | Kitt Peak         | Spacewatch                             | —         | MPC                           |

## 456901–457000
| Designação | Designação | Descoberta  | Descoberta    | Descobridor(es)     | Categoria | Mais informações / Referência |
| Permanente | Provisória | Data        | Local         | Descobridor(es)     | Categoria | Mais informações / Referência |
| ---------- | ---------- | ----------- | ------------- | ------------------- | --------- | ----------------------------- |
| 456901     | 2007 VL201 | 9 nov 2007  | Mount Lemmon  | Mount Lemmon Survey | —         | MPC                           |
| 456902     | 2007 VT206 | 21 out 2007 | Kitt Peak     | Spacewatch          | —         | MPC                           |
| 456903     | 2007 VT216 | 9 nov 2007  | Kitt Peak     | Spacewatch          | —         | MPC                           |
| 456904     | 2007 VC222 | 7 nov 2007  | Mount Lemmon  | Mount Lemmon Survey | —         | MPC                           |
| 456905     | 2007 VG225 | 10 out 2007 | Kitt Peak     | Spacewatch          | Mitidika  | MPC                           |
| 456906     | 2007 VU239 | 30 out 2007 | Kitt Peak     | Spacewatch          | —         | MPC                           |
| 456907     | 2007 VZ277 | 14 nov 2007 | Kitt Peak     | Spacewatch          | —         | MPC                           |
| 456908     | 2007 VG286 | 14 nov 2007 | Kitt Peak     | Spacewatch          | —         | MPC                           |
| 456909     | 2007 VQ319 | 8 nov 2007  | Kitt Peak     | Spacewatch          | —         | MPC                           |
| 456910     | 2007 VR325 | 2 nov 2007  | Kitt Peak     | Spacewatch          | —         | MPC                           |
| 456911     | 2007 VQ331 | 7 nov 2007  | Socorro       | LINEAR              | —         | MPC                           |
| 456912     | 2007 VO335 | 14 nov 2007 | Mount Lemmon  | Mount Lemmon Survey | —         | MPC                           |
| 456913     | 2007 WC21  | 18 nov 2007 | Mount Lemmon  | Mount Lemmon Survey | —         | MPC                           |
| 456914     | 2007 WM39  | 12 nov 2007 | Mount Lemmon  | Mount Lemmon Survey | —         | MPC                           |
| 456915     | 2007 WQ58  | 17 nov 2007 | Kitt Peak     | Spacewatch          | Mitidika  | MPC                           |
| 456916     | 2007 WQ61  | 19 nov 2007 | Kitt Peak     | Spacewatch          | —         | MPC                           |
| 456917     | 2007 XP28  | 13 nov 2007 | Kitt Peak     | Spacewatch          | —         | MPC                           |
| 456918     | 2007 XL29  | 15 dez 2007 | Mount Lemmon  | Mount Lemmon Survey | —         | MPC                           |
| 456919     | 2007 XS29  | 14 set 2007 | Mount Lemmon  | Mount Lemmon Survey | —         | MPC                           |
| 456920     | 2007 XG43  | 15 dez 2007 | Kitt Peak     | Spacewatch          | —         | MPC                           |
| 456921     | 2007 XM45  | 1 dez 2003  | Kitt Peak     | Spacewatch          | —         | MPC                           |
| 456922     | 2007 XS45  | 4 dez 2007  | Kitt Peak     | Spacewatch          | —         | MPC                           |
| 456923     | 2007 XD49  | 6 nov 2007  | Mount Lemmon  | Mount Lemmon Survey | —         | MPC                           |
| 456924     | 2007 XH50  | 4 dez 2007  | Catalina      | CSS                 | —         | MPC                           |
| 456925     | 2007 XQ51  | 4 dez 2007  | Mount Lemmon  | Mount Lemmon Survey | —         | MPC                           |
| 456926     | 2007 XN52  | 6 dez 2007  | Kitt Peak     | Spacewatch          | —         | MPC                           |
| 456927     | 2007 XT52  | 4 dez 2007  | Kitt Peak     | Spacewatch          | —         | MPC                           |
| 456928     | 2007 XS53  | 15 dez 2007 | Kitt Peak     | Spacewatch          | —         | MPC                           |
| 456929     | 2007 XV57  | 5 dez 2007  | Kitt Peak     | Spacewatch          | —         | MPC                           |
| 456930     | 2007 YQ2   | 6 dez 2007  | Socorro       | LINEAR              | —         | MPC                           |
| 456931     | 2007 YP16  | 16 dez 2007 | Kitt Peak     | Spacewatch          | Mitidika  | MPC                           |
| 456932     | 2007 YU28  | 18 nov 2007 | Kitt Peak     | Spacewatch          | —         | MPC                           |
| 456933     | 2007 YJ42  | 30 dez 2007 | Catalina      | CSS                 | Juno      | MPC                           |
| 456934     | 2007 YG43  | 30 dez 2007 | Kitt Peak     | Spacewatch          | —         | MPC                           |
| 456935     | 2007 YN43  | 30 dez 2007 | Kitt Peak     | Spacewatch          | —         | MPC                           |
| 456936     | 2007 YC53  | 30 dez 2007 | Kitt Peak     | Spacewatch          | —         | MPC                           |
| 456937     | 2007 YX53  | 12 out 2007 | Anderson Mesa | LONEOS              | —         | MPC                           |
| 456938     | 2007 YV56  | 31 dez 2007 | Catalina      | CSS                 | —         | MPC                           |
| 456939     | 2007 YY67  | 4 abr 2005  | Mount Lemmon  | Mount Lemmon Survey | —         | MPC                           |
| 456940     | 2007 YH72  | 18 dez 2007 | Mount Lemmon  | Mount Lemmon Survey | —         | MPC                           |
| 456941     | 2008 AG    | 31 dez 2007 | Mount Lemmon  | Mount Lemmon Survey | —         | MPC                           |
| 456942     | 2008 AG5   | 18 set 2007 | Mount Lemmon  | Mount Lemmon Survey | —         | MPC                           |
| 456943     | 2008 AB17  | 10 jan 2008 | Kitt Peak     | Spacewatch          | —         | MPC                           |
| 456944     | 2008 AO24  | 10 jan 2008 | Mount Lemmon  | Mount Lemmon Survey | —         | MPC                           |
| 456945     | 2008 AW29  | 4 dez 2007  | Kitt Peak     | Spacewatch          | —         | MPC                           |
| 456946     | 2008 AF32  | 13 jan 2008 | Catalina      | CSS                 | —         | MPC                           |
| 456947     | 2008 AX41  | 10 jan 2008 | Mount Lemmon  | Mount Lemmon Survey | —         | MPC                           |
| 456948     | 2008 AU51  | 11 jan 2008 | Kitt Peak     | Spacewatch          | —         | MPC                           |
| 456949     | 2008 AJ55  | 11 jan 2008 | Kitt Peak     | Spacewatch          | —         | MPC                           |
| 456950     | 2008 AD56  | 30 dez 2007 | Kitt Peak     | Spacewatch          | —         | MPC                           |
| 456951     | 2008 AZ56  | 11 jan 2008 | Kitt Peak     | Spacewatch          | —         | MPC                           |
| 456952     | 2008 AP57  | 11 jan 2008 | Kitt Peak     | Spacewatch          | —         | MPC                           |
| 456953     | 2008 AV57  | 11 jan 2008 | Kitt Peak     | Spacewatch          | —         | MPC                           |
| 456954     | 2008 AT59  | 11 jan 2008 | Kitt Peak     | Spacewatch          | —         | MPC                           |
| 456955     | 2008 AB62  | 11 jan 2008 | Kitt Peak     | Spacewatch          | —         | MPC                           |
| 456956     | 2008 AR62  | 30 dez 2007 | Kitt Peak     | Spacewatch          | —         | MPC                           |
| 456957     | 2008 AR65  | 11 jan 2008 | Kitt Peak     | Spacewatch          | —         | MPC                           |
| 456958     | 2008 AO68  | 11 jan 2008 | Mount Lemmon  | Mount Lemmon Survey | —         | MPC                           |
| 456959     | 2008 AS68  | 30 dez 2007 | Mount Lemmon  | Mount Lemmon Survey | —         | MPC                           |
| 456960     | 2008 AU70  | 12 jan 2008 | Mount Lemmon  | Mount Lemmon Survey | —         | MPC                           |
| 456961     | 2008 AD79  | 12 jan 2008 | Kitt Peak     | Spacewatch          | —         | MPC                           |
| 456962     | 2008 AN83  | 15 jan 2008 | Mount Lemmon  | Mount Lemmon Survey | —         | MPC                           |
| 456963     | 2008 AN87  | 12 jan 2008 | Andrushivka   | Andrushivka Obs.    | —         | MPC                           |
| 456964     | 2008 AF89  | 30 dez 2007 | Kitt Peak     | Spacewatch          | —         | MPC                           |
| 456965     | 2008 AF92  | 1 jan 2008  | Kitt Peak     | Spacewatch          | —         | MPC                           |
| 456966     | 2008 AQ95  | 30 dez 2007 | Kitt Peak     | Spacewatch          | —         | MPC                           |
| 456967     | 2008 AD97  | 14 jan 2008 | Kitt Peak     | Spacewatch          | Juno      | MPC                           |
| 456968     | 2008 AG100 | 14 jan 2008 | Kitt Peak     | Spacewatch          | —         | MPC                           |
| 456969     | 2008 AV101 | 20 dez 2007 | Kitt Peak     | Spacewatch          | —         | MPC                           |
| 456970     | 2008 AX108 | 31 dez 2007 | Kitt Peak     | Spacewatch          | —         | MPC                           |
| 456971     | 2008 AC113 | 17 dez 2007 | Catalina      | CSS                 | —         | MPC                           |
| 456972     | 2008 AE118 | 13 jan 2008 | Kitt Peak     | Spacewatch          | —         | MPC                           |
| 456973     | 2008 BS2   | 18 jan 2008 | Kitt Peak     | Spacewatch          | —         | MPC                           |
| 456974     | 2008 BY6   | 31 dez 2007 | Mount Lemmon  | Mount Lemmon Survey | —         | MPC                           |
| 456975     | 2008 BB12  | 20 dez 2007 | Kitt Peak     | Spacewatch          | —         | MPC                           |
| 456976     | 2008 BS19  | 30 jan 2008 | Kitt Peak     | Spacewatch          | Mitidika  | MPC                           |
| 456977     | 2008 BN21  | 30 jan 2008 | Mount Lemmon  | Mount Lemmon Survey | —         | MPC                           |
| 456978     | 2008 BS30  | 15 jan 2008 | Mount Lemmon  | Mount Lemmon Survey | —         | MPC                           |
| 456979     | 2008 BE32  | 30 jan 2008 | Mount Lemmon  | Mount Lemmon Survey | —         | MPC                           |
| 456980     | 2008 BU33  | 19 nov 2007 | Mount Lemmon  | Mount Lemmon Survey | —         | MPC                           |
| 456981     | 2008 BM34  | 30 jan 2008 | Kitt Peak     | Spacewatch          | —         | MPC                           |
| 456982     | 2008 BS35  | 30 jan 2008 | Kitt Peak     | Spacewatch          | —         | MPC                           |
| 456983     | 2008 BD38  | 19 set 2006 | Catalina      | CSS                 | —         | MPC                           |
| 456984     | 2008 BN49  | 30 jan 2008 | Mount Lemmon  | Mount Lemmon Survey | —         | MPC                           |
| 456985     | 2008 CW5   | 14 dez 2007 | Catalina      | CSS                 | —         | MPC                           |
| 456986     | 2008 CE7   | 1 fev 2008  | Kitt Peak     | Spacewatch          | —         | MPC                           |
| 456987     | 2008 CU9   | 2 fev 2008  | Mount Lemmon  | Mount Lemmon Survey | —         | MPC                           |
| 456988     | 2008 CQ14  | 3 fev 2008  | Kitt Peak     | Spacewatch          | —         | MPC                           |
| 456989     | 2008 CK17  | 3 fev 2008  | Kitt Peak     | Spacewatch          | —         | MPC                           |
| 456990     | 2008 CY27  | 10 jan 2008 | Mount Lemmon  | Mount Lemmon Survey | —         | MPC                           |
| 456991     | 2008 CS30  | 2 fev 2008  | Kitt Peak     | Spacewatch          | —         | MPC                           |
| 456992     | 2008 CM35  | 2 fev 2008  | Kitt Peak     | Spacewatch          | —         | MPC                           |
| 456993     | 2008 CU35  | 1 jan 2008  | Mount Lemmon  | Mount Lemmon Survey | —         | MPC                           |
| 456994     | 2008 CF42  | 2 fev 2008  | Kitt Peak     | Spacewatch          | —         | MPC                           |
| 456995     | 2008 CF45  | 11 jan 2008 | Mount Lemmon  | Mount Lemmon Survey | —         | MPC                           |
| 456996     | 2008 CO45  | 2 fev 2008  | Kitt Peak     | Spacewatch          | —         | MPC                           |
| 456997     | 2008 CC50  | 18 dez 2007 | Mount Lemmon  | Mount Lemmon Survey | —         | MPC                           |
| 456998     | 2008 CH50  | 6 fev 2008  | Catalina      | CSS                 | —         | MPC                           |
| 456999     | 2008 CJ50  | 6 fev 2008  | Catalina      | CSS                 | —         | MPC                           |
| 457000     | 2008 CL51  | 7 fev 2008  | Kitt Peak     | Spacewatch          | —         | MPC                           |